# Liste der Volksschulen in Niederösterreich
Die Liste der Volksschulen in Niederösterreich listet alle öffentlichen und privaten Volksschulen in Niederösterreich.
Das Volksschulwesen ist über das Schulorganisationsgesetz organisiert, in dem die Aufgaben, die Lehrpläne, der Aufbau und die Organisationsformen der Volksschulen vorgegeben sind. Volksschulen vermitteln die Elementarbildung, auch unter Berücksichtigung der sozialen Integration behinderter Kinder und befähigen zum Übertritt in mittlere oder höhere Schulen. Sie umfasst dabei die Grundstufe I (1. und 2. Schulstufe) und die Grundstufe II (3. und 4. Schulstufe) sowie fallweise eine Oberstufe (5. und 8. Schulstufe). Volksschulen können auch als ganztägige Schulen geführt werden.
| Kennzahl | Bezeichnung                                                                                             | Erhalter                                                                               | Standort                          | Bezirk                 | Bild | Anmerkung                                                        |
| -------- | --- | -------------------------------------------------------------------------------------- | --------------------------------- | ---------------------- | ---- | ---------------------------------------------------------------- |
| 301011   | Volksschule Hafnerplatz                                                                                 | Krems an der Donau                                                                     | Krems an der Donau                | Krems an der Donau     |      |                                                                  |
| 301041   | Volksschule Rehberg                                                                                     | Krems an der Donau                                                                     | Rehberg                           | Krems an der Donau     |      |                                                                  |
| 301051   | Volksschule Lerchenfeld                                                                                 | Krems an der Donau                                                                     | Lerchenfeld                       | Krems an der Donau     |      |                                                                  |
| 301061   | Volksschule Stein                                                                                       | Krems an der Donau                                                                     | Stein                             | Krems an der Donau     |      |                                                                  |
| 301071   | Private Volksschule Krems der Privaten Pädagogischen Hochschule                                         | Hochschulstiftung Erzdiözese Wien                                                      | Krems an der Donau                | Krems an der Donau     |      |                                                                  |
| 301081   | Private Volksschule „Mary Ward“                                                                         | Krems an der Donau                                                                     | Krems an der Donau                | Krems an der Donau     |      |                                                                  |
| 301091   | Volksschule Egelsee                                                                                     | Krems an der Donau                                                                     | Egelsee                           | Krems an der Donau     |      |                                                                  |
| 301111   | Private Volksschule „International School Krems“                                                        | ISK Internationale Schule Krems GmbH                                                   | Krems an der Donau                | Krems an der Donau     |      |                                                                  |
| 302011   | Daniel-Gran-Volksschule I                                                                               | Sankt Pölten                                                                           | Sankt Pölten                      | St. Pölten             |      |                                                                  |
| 302021   | Daniel-Gran-Volksschule II                                                                              | Sankt Pölten                                                                           | Sankt Pölten                      | St. Pölten             |      |                                                                  |
| 302031   | Grillparzer-Volksschule I                                                                               | Sankt Pölten                                                                           | Sankt Pölten                      | St. Pölten             |      |                                                                  |
| 302041   | Grillparzer-Volksschule II                                                                              | Sankt Pölten                                                                           | Sankt Pölten                      | St. Pölten             |      |                                                                  |
| 302051   | Volksschule Sankt Pölten-Harland                                                                        | Sankt Pölten                                                                           | Harland                           | St. Pölten             |      |                                                                  |
| 302061   | Volksschule Radlberg                                                                                    | Sankt Pölten                                                                           | Radlberg                          | St. Pölten             |      |                                                                  |
| 302071   | Pestalozzi-Volksschule                                                                                  | Sankt Pölten                                                                           | Spratzern                         | St. Pölten             |      |                                                                  |
| 302081   | Volksschule                                                                                             | Sankt Pölten                                                                           | Stattersdorf                      | St. Pölten             |      |                                                                  |
| 302091   | Volksschule                                                                                             | Sankt Pölten                                                                           | Viehofen                          | St. Pölten             |      |                                                                  |
| 302101   | Dr.-Adolf-Schärf-Volksschule                                                                            | Sankt Pölten                                                                           | Wagram                            | St. Pölten             |      |                                                                  |
| 302111   | Volksschule Englische Fräulein („Mary Ward Schule“)                                                     | Vereinigung von Ordensschulen Österreichs                                              | Sankt Pölten                      | St. Pölten             |      |                                                                  |
| 302131   | Volksschule                                                                                             | Sankt Pölten                                                                           | Pottenbrunn                       | St. Pölten             |      |                                                                  |
| 302141   | Dislozierte Klasse der Volksschule Pottenbrunn (302131)                                                 | Sankt Pölten                                                                           | Ratzersdorf an der Traisen        | St. Pölten             |      |                                                                  |
| 302151   | Volksschule                                                                                             | Sankt Pölten                                                                           | St. Georgen am Steinfelde         | St. Pölten             |      |                                                                  |
| 302161   | Franz-Jonas-Volksschule                                                                                 | Sankt Pölten                                                                           | Sankt Pölten                      | St. Pölten             |      |                                                                  |
| 302171   | Otto Glöckel-Volksschule                                                                                | Sankt Pölten                                                                           | Sankt Pölten                      | St. Pölten             |      |                                                                  |
| 302191   | Private Volksschule „Integratives Montessori-Atelier“                                                   | Integratives Montessori-Atelier                                                        | Sankt Pölten                      | St. Pölten             |      |                                                                  |
| 302201   | Private Volksschule „International School St. Pölten“                                                   | Trägerverein International School St. Pölten                                           | Sankt Pölten                      | St. Pölten             |      |                                                                  |
| 303011   | Volksschule                                                                                             | Waidhofen an der Ybbs                                                                  | Waidhofen an der Ybbs             | Waidhofen an der Ybbs  |      |                                                                  |
| 303021   | Volksschule                                                                                             | Waidhofen an der Ybbs                                                                  | Windhag                           | Waidhofen an der Ybbs  |      |                                                                  |
| 303031   | Volksschule                                                                                             | Waidhofen an der Ybbs                                                                  | St. Leonhard am Walde             | Waidhofen an der Ybbs  |      |                                                                  |
| 303041   | Volksschule                                                                                             | Waidhofen an der Ybbs                                                                  | Konradsheim                       | Waidhofen an der Ybbs  |      |                                                                  |
| 303051   | Volksschule                                                                                             | Waidhofen an der Ybbs                                                                  | Waidhofen an der Ybbs             | Waidhofen an der Ybbs  |      |                                                                  |
| 303061   | Volksschule                                                                                             | Waidhofen an der Ybbs                                                                  | Zell                              | Waidhofen an der Ybbs  |      |                                                                  |
| 304021   | Volksschule Baumkirchnerring                                                                            | Wiener Neustadt                                                                        | Wiener Neustadt                   | Wiener Neustadt        |      |                                                                  |
| 304031   | Otto-Glöckel-Volksschule                                                                                | Wiener Neustadt                                                                        | Wiener Neustadt                   | Wiener Neustadt        |      |                                                                  |
| 304041   | Rudolf-Wehrl-Volksschule                                                                                | Wiener Neustadt                                                                        | Wiener Neustadt                   | Wiener Neustadt        |      |                                                                  |
| 304061   | Volksschule Herzog Leopold-Straße-West                                                                  | Wiener Neustadt                                                                        | Wiener Neustadt                   | Wiener Neustadt        |      |                                                                  |
| 304071   | Volksschule „Bgm. Hans Barwitzius Volksschule“                                                          | Wiener Neustadt                                                                        | Wiener Neustadt                   | Wiener Neustadt        |      |                                                                  |
| 304091   | Volksschule „Wiener Neustadt, Pestalozzi“                                                               | Wiener Neustadt                                                                        | Wiener Neustadt                   | Wiener Neustadt        |      |                                                                  |
| 304101   | Volksschule in der Josefstadt                                                                           | Wiener Neustadt                                                                        | Wiener Neustadt                   | Wiener Neustadt        |      |                                                                  |
| 304111   | Privat-Volksschule                                                                                      | Schulverein Institut Sancta Christiana                                                 | Wiener Neustadt                   | Wiener Neustadt        |      |                                                                  |
| 304121   | Volksschule                                                                                             | Wiener Neustadt                                                                        | Wiener Neustadt, Ungarviertel     | Wiener Neustadt        |      |                                                                  |
| 304161   | Volksschule                                                                                             | Wiener Neustadt                                                                        | Föhrenwald                        | Wiener Neustadt        |      |                                                                  |
| 304171   | Privatschule „FreiStein“ – Freie Montessorischule Steinfeld                                             | Verein „Entfaltungsräume“                                                              | Wiener Neustadt                   | Wiener Neustadt        |      |                                                                  |
| 304191   | Privatschule „Freie Adventistische Privatschule Wiener Neustadt“                                        | Verein „Schulverein der Siebenten-Tags-Adventisten“                                    | Wiener Neustadt                   | Wiener Neustadt        |      |                                                                  |
| 305011   | Volksschule „Volksschule im Farbengarten“                                                               | Allhartsberg                                                                           | Allhartsberg                      | Amstetten              |      |                                                                  |
| 305021   | Volksschule Amstetten                                                                                   | Amstetten                                                                              | Amstetten                         | Amstetten              |      |                                                                  |
| 305031   | Volksschule Allersdorf                                                                                  | Amstetten                                                                              | Allersdorf                        | Amstetten              |      |                                                                  |
| 305041   | Volksschule Ardagger                                                                                    | Ardagger                                                                               | Ardagger                          | Amstetten              |      |                                                                  |
| 305061   | Volksschule Aschbach                                                                                    | Aschbach-Markt                                                                         | Aschbach                          | Amstetten              |      |                                                                  |
| 305071   | Volksschule Behamberg                                                                                   | Behamberg                                                                              | Behamberg                         | Amstetten              |      |                                                                  |
| 305081   | Volksschule Biberbach                                                                                   | Biberbach                                                                              | Biberbach                         | Amstetten              |      |                                                                  |
| 305091   | Volksschule                                                                                             | Sonntagberg                                                                            | Böhlerwerk                        | Amstetten              |      |                                                                  |
| 305111   | Volksschule Ernsthofen                                                                                  | Ernsthofen                                                                             | Ernsthofen                        | Amstetten              |      |                                                                  |
| 305121   | Volksschule Ertl                                                                                        | Ertl                                                                                   | Ertl                              | Amstetten              |      |                                                                  |
| 305131   | Volksschule Euratsfeld                                                                                  | Euratsfeld                                                                             | Euratsfeld                        | Amstetten              |      |                                                                  |
| 305141   | Volksschule Ferschnitz                                                                                  | Ferschnitz                                                                             | Ferschnitz                        | Amstetten              |      |                                                                  |
| 305161   | Volksschule Haidershofen                                                                                | Haidershofen                                                                           | Haidershofen                      | Amstetten              |      |                                                                  |
| 305171   | Volksschule Vestenthal                                                                                  | Haidershofen                                                                           | Vestenthal                        | Amstetten              |      |                                                                  |
| 305191   | Volksschule Hollenstein an der Ybbs                                                                     | Hollenstein an der Ybbs                                                                | Hollenstein an der Ybbs           | Amstetten              |      |                                                                  |
| 305201   | Volksschule Kematen an der Ybbs                                                                         | Kematen an der Ybbs                                                                    | Kematen an der Ybbs               | Amstetten              |      |                                                                  |
| 305241   | Volksschule Kürnberg                                                                                    | St. Peter in der Au                                                                    | Kürnberg                          | Amstetten              |      |                                                                  |
| 305251   | Volksschule Neuhofen an der Ybbs                                                                        | Neuhofen an der Ybbs                                                                   | Neuhofen an der Ybbs              | Amstetten              |      |                                                                  |
| 305261   | Volksschule Neustadtl                                                                                   | Neustadtl an der Donau                                                                 | Neustadtl                         | Amstetten              |      |                                                                  |
| 305271   | Volksschule Öd                                                                                          | Oed-Oehling                                                                            | Oed                               | Amstetten              |      |                                                                  |
| 305281   | Volksschule Öhling                                                                                      | Oed-Oehling                                                                            | Öhling                            | Amstetten              |      |                                                                  |
| 305291   | Volksschule Opponitz                                                                                    | Opponitz                                                                               | Opponitz                          | Amstetten              |      |                                                                  |
| 305301   | Volksschule                                                                                             | Sonntagberg                                                                            | Rosenau am Sonntagberg            | Amstetten              |      |                                                                  |
| 305321   | Volksschule Sankt Georgen am Reith                                                                      | Sankt Georgen am Reith                                                                 | St. Georgen am Reith              | Amstetten              |      |                                                                  |
| 305331   | Volksschule St. Georgen am Ybbsfelde                                                                    | St. Georgen am Ybbsfelde                                                               | St. Georgen am Ybbsfelde          | Amstetten              |      |                                                                  |
| 305341   | Dislozierte Klassen der Volksschule (305381)                                                            | Sankt Peter in der Au                                                                  | Sankt Johann in Engstetten        | Amstetten              |      |                                                                  |
| 305371   | Volksschule Sankt Pantaleon-Erla                                                                        | Sankt Pantaleon-Erla                                                                   | Sankt Pantaleon-Erla              | Amstetten              |      |                                                                  |
| 305381   | Volksschule                                                                                             | Sankt Peter in der Au                                                                  | St. Peter in der Au               | Amstetten              |      |                                                                  |
| 305391   | Volksschule                                                                                             | Sankt Valentin                                                                         | Sankt Valentin                    | Amstetten              |      |                                                                  |
| 305401   | Volksschule                                                                                             | Sankt Valentin                                                                         | Langenhart                        | Amstetten              |      |                                                                  |
| 305411   | Volksschule Seitenstetten                                                                               | Seitenstetten                                                                          | Seitenstetten                     | Amstetten              |      |                                                                  |
| 305431   | Volksschule Haag                                                                                        | Haag                                                                                   | Haag                              | Amstetten              |      |                                                                  |
| 305451   | Volksschule Strengberg                                                                                  | Strengberg                                                                             | Strengberg                        | Amstetten              |      |                                                                  |
| 305461   | Volksschule Ulmerfeld-Hausmening                                                                        | Amstetten                                                                              | Hausmening                        | Amstetten              |      |                                                                  |
| 305471   | Volksschule Viehdorf                                                                                    | Viehdorf                                                                               | Viehdorf                          | Amstetten              |      |                                                                  |
| 305501   | Volksschule Wallsee                                                                                     | Wallsee                                                                                | Wallsee                           | Amstetten              |      |                                                                  |
| 305511   | Volksschule Weistrach                                                                                   | Weistrach                                                                              | Weistrach                         | Amstetten              |      |                                                                  |
| 305531   | Volksschule Winklarn                                                                                    | Winklarn                                                                               | Winklarn                          | Amstetten              |      |                                                                  |
| 305541   | Volksschule Wolfsbach                                                                                   | Wolfsbach                                                                              | Wolfsbach                         | Amstetten              |      |                                                                  |
| 305551   | Volksschule Ybbsitz                                                                                     | Ybbsitz                                                                                | Ybbsitz                           | Amstetten              |      |                                                                  |
| 305561   | Volksschule Zeillern                                                                                    | Zeillern                                                                               | Zeillern                          | Amstetten              |      |                                                                  |
| 305581   | Volksschule                                                                                             | Kongregation der Schulschwestern vom III. OSF                                          | Amstetten                         | Amstetten              |      |                                                                  |
| 305591   | Volksschule der Kongregation der Schwestern vom Göttlichen Erlöser                                      | Kongregation der Schwestern vom Göttlichen Erlöser                                     | Gleiß                             | Amstetten              |      |                                                                  |
| 305611   | Volksschule Ennsdorf                                                                                    | Ennsdorf                                                                               | Ennsdorf                          | Amstetten              |      |                                                                  |
| 305621   | Volksschule                                                                                             | Amstetten                                                                              | Amstetten                         | Amstetten              |      |                                                                  |
| 306011   | Volksschule Alland                                                                                      | Alland                                                                                 | Alland                            | Baden                  |      |                                                                  |
| 306021   | Volksschule Altenmarkt-Thenneberg                                                                       | Altenmarkt an der Triesting                                                            | Altenmarkt an der Triesting       | Baden                  |      |                                                                  |
| 306023   | Allgemeine Sonderschule                                                                                 | Bad Vöslau                                                                             | Bad Vöslau                        | Baden                  |      |                                                                  |
| 306041   | Volksschule Pfarrplatz                                                                                  | Baden                                                                                  | Baden                             | Baden                  |      |                                                                  |
| 306051   | Volksschule                                                                                             | Baden                                                                                  | Baden                             | Baden                  |      |                                                                  |
| 306053   | Allgemeine Sonderschule                                                                                 | Traiskirchen                                                                           | Traiskirchen                      | Baden                  |      |                                                                  |
| 306061   | Volksschule                                                                                             | Baden                                                                                  | Baden                             | Baden                  |      |                                                                  |
| 306071   | Volksschule Bad Vöslau                                                                                  | Bad Vöslau                                                                             | Bad Vöslau                        | Baden                  |      |                                                                  |
| 306091   | Volksschule Berndorf                                                                                    | Berndorf                                                                               | Berndorf                          | Baden                  |      | denkmalgeschützt                                                 |
| 306101   | Volksschule Berndorf-Sankt Veit                                                                         | Berndorf                                                                               | Sankt Veit an der Triesting       | Baden                  |      |                                                                  |
| 306121   | Volksschule Deutsch Brodersdorf                                                                         | Deutsch-Brodersdorf                                                                    | Deutsch-Brodersdorf               | Baden                  |      | 1. u. 2. Klasse Deutsch-Brodersdorf, 3. u. 4. Klasse Seibersdorf |
| 306131   | Volksschule Enzesfeld-Lindabrunn                                                                        | Enzesfeld-Lindabrunn                                                                   | Enzesfeld                         | Baden                  |      |                                                                  |
| 306141   | Volksschule Furth an der Triesting                                                                      | Furth an der Triesting                                                                 | Furth an der Triesting            | Baden                  |      |                                                                  |
| 306151   | Volksschule Gainfarn                                                                                    | Bad Vöslau                                                                             | Gainfarn                          | Baden                  |      |                                                                  |
| 306161   | Volksschule Grillenberg                                                                                 | Hernstein                                                                              | Grillenberg                       | Baden                  |      |                                                                  |
| 306191   | Volksschule Heiligenkreuz                                                                               | Heiligenkreuz                                                                          | Heiligenkreuz                     | Baden                  |      |                                                                  |
| 306201   | Volksschule Hirtenberg                                                                                  | Hirtenberg                                                                             | Hirtenberg                        | Baden                  |      |                                                                  |
| 306221   | Volksschule Klausen-Leopoldsdorf                                                                        | Klausen-Leopoldsdorf                                                                   | Klausen-Leopoldsdorf              | Baden                  |      |                                                                  |
| 306231   | Volksschule Kottingbrunn                                                                                | Kottingbrunn                                                                           | Kottingbrunn                      | Baden                  |      |                                                                  |
| 306251   | Volksschule Traiskirchen                                                                                | Traiskirchen                                                                           | Traiskirchen                      | Baden                  |      |                                                                  |
| 306271   | Volksschule Pfaffstätten                                                                                | Pfaffstätten                                                                           | Pfaffstätten                      | Baden                  |      |                                                                  |
| 306281   | Volksschule Pottendorf                                                                                  | Pottendorf                                                                             | Pottendorf                        | Baden                  |      |                                                                  |
| 306301   | Volksschule Gramatneusiedl                                                                              | Gramatneusiedl                                                                         | Gramatneusiedl                    | Baden                  |      |                                                                  |
| 306331   | Volksschule Sooß                                                                                        | Sooß                                                                                   | Sooß                              | Baden                  |      |                                                                  |
| 306351   | Volksschule Traiskirchen                                                                                | Traiskirchen                                                                           | Traiskirchen                      | Baden                  |      |                                                                  |
| 306361   | Volksschule Tribuswinkel                                                                                | Tribuswinkel                                                                           | Tribuswinkel                      | Baden                  |      |                                                                  |
| 306371   | Volksschule Trumau                                                                                      | Trumau                                                                                 | Trumau                            | Baden                  |      |                                                                  |
| 306381   | Volksschule Unterwaltersdorf                                                                            | Ebreichsdorf                                                                           | Unterwaltersdorf                  | Baden                  |      |                                                                  |
| 306401   | Volksschule Weigelsdorf                                                                                 | Ebreichsdorf                                                                           | Weigelsdorf                       | Baden                  |      |                                                                  |
| 306411   | Volksschule Weissenbach an der Triesting                                                                | Weissenbach an der Triesting                                                           | Weissenbach an der Triesting      | Baden                  |      |                                                                  |
| 306421   | Volksschule Leobersdorf                                                                                 | Leobersdorf                                                                            | Leobersdorf                       | Baden                  |      |                                                                  |
| 306431   | Volksschule Ebreichsdorf                                                                                | Ebreichsdorf                                                                           | Ebreichsdorf                      | Baden                  |      |                                                                  |
| 306441   | Volksschule Oberwaltersdorf                                                                             | Oberwaltersdorf                                                                        | Oberwaltersdorf                   | Baden                  |      |                                                                  |
| 306451   | Volksschule Teesdorf                                                                                    | Oberwaltersdorf                                                                        | Teesdorf                          | Baden                  |      |                                                                  |
| 306461   | Volksschule Pottenstein                                                                                 | Pottenstein                                                                            | Pottenstein                       | Baden                  |      |                                                                  |
| 306471   | Praxisvolksschule der Pädagogischen Hochschule in Niederösterreich (306660)                             | Pädagogischen Hochschule in Niederösterreich                                           | Baden                             | Baden                  |      |                                                                  |
| 306501   | Private Volksschule                                                                                     | Gemeinnütziger Verein Elterninitiative – Ein Schloss für Kinder                        | Baden                             | Baden                  |      |                                                                  |
| 306551   | Volksschule Mitterndorf an der Fischa                                                                   | Mitterndorf an der Fischa                                                              | Mitterndorf an der Fischa         | Baden                  |      |                                                                  |
| 306561   | Volksschule Schönau an der Triesting                                                                    | Schönau an der Triesting                                                               | Schönau an der Triesting          | Baden                  |      |                                                                  |
| 306611   | Volksschule Seibersdorf                                                                                 | Seibersdorf                                                                            | Seibersdorf                       | Baden                  |      | Nur 3. u.4. Klasse; Direktion: Volksschule Deutsch Brodersdorf   |
| 307011   | Volksschule Au am Leithaberge                                                                           | Au am Leithaberge                                                                      | Au am Leithaberge                 | Bruck an der Leitha    |      |                                                                  |
| 307013   | Allgemeine Sonderschule                                                                                 | Bruck an der Leitha                                                                    | Bruck an der Leitha               | Bruck an der Leitha    |      |                                                                  |
| 307021   | Volksschule Bad Deutsch-Altenburg                                                                       | Bad Deutsch-Altenburg                                                                  | Bad Deutsch-Altenburg             | Bruck an der Leitha    |      |                                                                  |
| 307031   | Volksschule „Fischamender Straße“                                                                       | Bruck an der Leitha                                                                    | Bruck an der Leitha               | Bruck an der Leitha    |      |                                                                  |
| 307041   | Volksschule „Hauptplatz“                                                                                | Bruck an der Leitha                                                                    | Bruck an der Leitha               | Bruck an der Leitha    |      |                                                                  |
| 307051   | Volksschule „Enzersdorf-Margarethen“                                                                    | Enzersdorf an der Fischa                                                               | Enzersdorf an der Fischa          | Bruck an der Leitha    |      |                                                                  |
| 307061   | Volksschule Göttlesbrunn                                                                                | Göttlesbrunn-Arbesthal                                                                 | Göttlesbrunn                      | Bruck an der Leitha    |      |                                                                  |
| 307071   | Volksschule Götzendorf an der Leitha                                                                    | Götzendorf an der Leitha                                                               | Götzendorf an der Leitha          | Bruck an der Leitha    |      |                                                                  |
| 307081   | Volksschule Hainburg an der Donau                                                                       | Hainburg an der Donau                                                                  | Hainburg an der Donau             | Bruck an der Leitha    |      |                                                                  |
| 307101   | Volksschule Haslau-Maria Ellend                                                                         | Haslau-Maria Ellend                                                                    | Haslau an der Donau               | Bruck an der Leitha    |      |                                                                  |
| 307111   | Volksschule Hof am Leithaberge                                                                          | Hof am Leithaberge                                                                     | Hof am Leithaberge                | Bruck an der Leitha    |      |                                                                  |
| 307121   | Volksschule Höflein                                                                                     | Höflein                                                                                | Höflein                           | Bruck an der Leitha    |      |                                                                  |
| 307131   | Volksschule Mannersdorf am Leithagebirge                                                                | Mannersdorf am Leithagebirge                                                           | Mannersdorf am Leithagebirge      | Bruck an der Leitha    |      |                                                                  |
| 307151   | Volksschule                                                                                             | Petronell-Carnuntum                                                                    | Petronell-Carnuntum               | Bruck an der Leitha    |      |                                                                  |
| 307161   | Volksschule Prellenkirchen                                                                              | Prellenkirchen                                                                         | Prellenkirchen                    | Bruck an der Leitha    |      |                                                                  |
| 307171   | Volksschule, Haydnschule                                                                                | Rohrau                                                                                 | Rohrau                            | Bruck an der Leitha    |      |                                                                  |
| 307181   | Volksschule Sommerein                                                                                   | Sommerein                                                                              | Sommerein                         | Bruck an der Leitha    |      |                                                                  |
| 307191   | Volksschule „Andreas Maurer Volksschule“                                                                | Trautmannsdorf an der Leitha                                                           | Trautmannsdorf an der Leitha      | Bruck an der Leitha    |      |                                                                  |
| 307201   | Volksschule Wolfsthal                                                                                   | Wolfsthal                                                                              | Wolfsthal                         | Bruck an der Leitha    |      |                                                                  |
| 307211   | Volksschule Ebergassing                                                                                 | Ebergassing                                                                            | Ebergassing                       | Bruck an der Leitha    |      |                                                                  |
| 307221   | Volksschule Fischamend                                                                                  | Fischamend                                                                             | Fischamend                        | Bruck an der Leitha    |      |                                                                  |
| 307231   | Volksschule Gramatneusiedl                                                                              | Gramatneusiedl                                                                         | Gramatneusiedl                    | Bruck an der Leitha    |      |                                                                  |
| 307241   | Volksschule Himberg                                                                                     | Himberg                                                                                | Himberg                           | Bruck an der Leitha    |      |                                                                  |
| 307251   | Volksschule Klein-Neusiedl                                                                              | Klein-Neusiedl                                                                         | Klein-Neusiedl                    | Bruck an der Leitha    |      |                                                                  |
| 307261   | Volksschule Lanzendorf                                                                                  | Lanzendorf                                                                             | Lanzendorf                        | Bruck an der Leitha    |      |                                                                  |
| 307271   | Volksschule Leopoldsdorf                                                                                | Leopoldsdorf                                                                           | Leopoldsdorf                      | Bruck an der Leitha    |      |                                                                  |
| 307281   | Volksschule Moosbrunn                                                                                   | Moosbrunn                                                                              | Moosbrunn                         | Bruck an der Leitha    |      |                                                                  |
| 307291   | Volksschule Schwadorf                                                                                   | Schwadorf                                                                              | Schwadorf                         | Bruck an der Leitha    |      |                                                                  |
| 307301   | Volksschule Mannswörth                                                                                  | Schwechat                                                                              | Mannswörth                        | Bruck an der Leitha    |      |                                                                  |
| 307311   | Volksschule Rannersdorf                                                                                 | Schwechat                                                                              | Rannersdorf                       | Bruck an der Leitha    |      |                                                                  |
| 307321   | Volksschule I                                                                                           | Schwechat                                                                              | Schwechat                         | Bruck an der Leitha    |      |                                                                  |
| 307331   | Volksschule II                                                                                          | Schwechat                                                                              | Schwechat                         | Bruck an der Leitha    |      |                                                                  |
| 307341   | Volksschule Zwölfaxing                                                                                  | Zwölfaxing                                                                             | Zwölfaxing                        | Bruck an der Leitha    |      |                                                                  |
| 308011   | Volksschule Angern                                                                                      | Angern an der March                                                                    | Angern an der March               | Gänserndorf            |      |                                                                  |
| 308021   | Volksschule Auersthal                                                                                   | Auersthal                                                                              | Auersthal                         | Gänserndorf            |      |                                                                  |
| 308031   | Volksschule Bad Pirawarth                                                                               | Bad Pirawarth                                                                          | Bad Pirawarth                     | Gänserndorf            |      |                                                                  |
| 308041   | Volksschule Deutsch-Wagram                                                                              | Deutsch-Wagram                                                                         | Deutsch-Wagram                    | Gänserndorf            |      |                                                                  |
| 308051   | Volksschule Schulverband mit 308191                                                                     | Drösing, Jedenspeigen                                                                  | Drösing                           | Gänserndorf            |      |                                                                  |
| 308061   | Volksschule Dürnkrut                                                                                    | Dürnkrut                                                                               | Dürnkrut                          | Gänserndorf            |      |                                                                  |
| 308063   | Allgemeine Sonderschule                                                                                 | Strasshof an der Nordbahn                                                              | Strasshof an der Nordbahn         | Gänserndorf            |      |                                                                  |
| 308071   | Volksschule Ebenthal                                                                                    | Ebenthal                                                                               | Ebenthal                          | Gänserndorf            |      |                                                                  |
| 308081   | Volksschule Engelhartstetten                                                                            | Engelhartstetten                                                                       | Engelhartstetten                  | Gänserndorf            |      |                                                                  |
| 308091   | Volksschule Gänserndorf                                                                                 | Gänserndorf                                                                            | Gänserndorf                       | Gänserndorf            |      |                                                                  |
| 308101   | Volksschule Groß-Enzersdorf                                                                             | Groß-Enzersdorf                                                                        | Groß-Enzersdorf                   | Gänserndorf            |      |                                                                  |
| 308111   | Volksschule Oberhausen                                                                                  | Großenzersdorf                                                                         | Oberhausen                        | Gänserndorf            |      |                                                                  |
| 308121   | Volksschule Groß-Schweinbarth                                                                           | Groß-Schweinbarth                                                                      | Groß-Schweinbarth                 | Gänserndorf            |      |                                                                  |
| 308131   | Volksschule Haringsee                                                                                   | Haringsee                                                                              | Haringsee                         | Gänserndorf            |      |                                                                  |
| 308151   | Volksschule Hauskirchen                                                                                 | Hauskirchen                                                                            | Hauskirchen                       | Gänserndorf            |      |                                                                  |
| 308161   | Volksschule Hohenau an der March                                                                        | Hohenau an der March                                                                   | Hohenau an der March              | Gänserndorf            |      |                                                                  |
| 308181   | Volksschule Hohenruppersdorf                                                                            | Hohenruppersdorf                                                                       | Hohenruppersdorf                  | Gänserndorf            |      |                                                                  |
| 308191   | Volksschule Schulverband mit 308051                                                                     | Drösing, Jedenspeigen                                                                  | Jedenspeigen                      | Gänserndorf            |      |                                                                  |
| 308201   | Volksschule Lassee                                                                                      | Lassee                                                                                 | Lassee                            | Gänserndorf            |      |                                                                  |
| 308211   | Volksschule                                                                                             | Leopoldsdorf im Marchfelde                                                             | Kämpfendorf                       | Gänserndorf            |      |                                                                  |
| 308231   | Volksschule Marchegg                                                                                    | Marchegg                                                                               | Fünfhaus                          | Gänserndorf            |      |                                                                  |
| 308241   | Volksschule Schulverband Leitung: 308271                                                                | Markgrafneusiedl, Obersiebenbrunn                                                      | Markgrafneusiedl                  | Gänserndorf            |      | Schulverband mit Volksschule Obersiebenbrunn                     |
| 308251   | Volksschule Matzen                                                                                      | Matzen-Raggendorf                                                                      | Matzen                            | Gänserndorf            |      |                                                                  |
| 308261   | Volksschule Neusiedl an der Zaya                                                                        | Neusiedl an der Zaya                                                                   | Neusiedl an der Zaya              | Gänserndorf            |      |                                                                  |
| 308271   | Volksschule Schulverband mit 308241                                                                     | Markgrafneusiedl, Obersiebenbrunn                                                      | Obersiebenbrunn                   | Gänserndorf            |      | Schulverband mit Volksschule Markgrafneusiedl                    |
| 308281   | Volksschule Orth an der Donau                                                                           | Orth an der Donau                                                                      | Orth an der Donau                 | Gänserndorf            |      |                                                                  |
| 308291   | Volksschule Palterndorf-Dobermannsdorf                                                                  | Palterndorf-Dobermannsdorf                                                             | Dobermannsdorf                    | Gänserndorf            |      |                                                                  |
| 308311   | Volksschule Prottes                                                                                     | Prottes                                                                                | Prottes                           | Gänserndorf            |      |                                                                  |
| 308321   | Volksschule Niederabsdorf                                                                               | Ringelsdorf-Niederabsdorf                                                              | Niederabsdorf                     | Gänserndorf            |      |                                                                  |
| 308341   | Volksschule Schönkirchen-Reyersdorf                                                                     | Schönkirchen-Reyersdorf                                                                | Schönkirchen                      | Gänserndorf            |      |                                                                  |
| 308351   | Volksschule Spannberg                                                                                   | Spannberg                                                                              | Spannberg                         | Gänserndorf            |      |                                                                  |
| 308371   | Volksschule Strasshof                                                                                   | Strasshof an der Nordbahn                                                              | Strasshof an der Nordbahn         | Gänserndorf            |      |                                                                  |
| 308381   | Volksschule Obersulz                                                                                    | Sulz im Weinviertel                                                                    | Obersulz                          | Gänserndorf            |      |                                                                  |
| 308391   | Volksschule Untersiebenbrunn                                                                            | Untersiebenbrunn                                                                       | Untersiebenbrunn                  | Gänserndorf            |      |                                                                  |
| 308411   | Volksschule Weikendorf                                                                                  | Weikendorf                                                                             | Weikendorf                        | Gänserndorf            |      |                                                                  |
| 308421   | Volksschule Zistersdorf                                                                                 | Zistersdorf                                                                            | Zistersdorf                       | Gänserndorf            |      |                                                                  |
| 308431   | Volksschule Gänserndorf                                                                                 | Gänserndorf                                                                            | Gänserndorf                       | Gänserndorf            |      |                                                                  |
| 309011   | Volksschule Nagelberg                                                                                   | Brand-Nagelberg                                                                        | Alt-Nagelberg                     | Gmünd                  |      |                                                                  |
| 309021   | Volksschule Amaliendorf-Aalfang                                                                         | Amaliendorf-Aalfang                                                                    | Amaliendorf                       | Gmünd                  |      |                                                                  |
| 309041   | Volksschule Großdietmanns                                                                               | Großdietmanns                                                                          | Dietmanns                         | Gmünd                  |      |                                                                  |
| 309051   | Volksschule Eggern                                                                                      | Eggern                                                                                 | Eggern                            | Gmünd                  |      | Schulverband mit Volksschule Eisgarn                             |
| 309071   | Volksschule Eisgarn                                                                                     | Eisgarn                                                                                | Eisgarn                           | Gmünd                  |      | Schulverband mit Volksschule Eggern, Direktion in Eggern         |
| 309091   | Peter-Rosegger-Volksschule I                                                                            | Gmünd                                                                                  | Gmünd                             | Gmünd                  |      |                                                                  |
| 309121   | Volksschule Bad Großpertholz                                                                            | Bad Großpertholz, Sankt Martin                                                         | Bad Großpertholz                  | Gmünd                  |      | Schulverband mit Volksschule Sankt Martin                        |
| 309141   | Volksschule Groß Schönau                                                                                | Großschönau                                                                            | Großschönau                       | Gmünd                  |      |                                                                  |
| 309161   | Volksschule Harbach                                                                                     | Moorbad Harbach                                                                        | Harbach                           | Gmünd                  |      |                                                                  |
| 309181   | Volksschule Haugschlag                                                                                  | Haugschlag                                                                             | Haugschlag                        | Gmünd                  |      | Schulverband mit Volksschule Reingers                            |
| 309191   | Volksschule Heidenreichstein                                                                            | Heidenreichstein                                                                       | Heidenreichstein                  | Gmünd                  |      |                                                                  |
| 309211   | Volksschule Hirschbach                                                                                  | Hirschbach                                                                             | Hirschbach                        | Gmünd                  |      |                                                                  |
| 309231   | Volksschule Hoheneich                                                                                   | Hoheneich                                                                              | Hoheneich                         | Gmünd                  |      |                                                                  |
| 309261   | Volksschule Kirchberg am Walde                                                                          | Kirchberg am Walde                                                                     | Kirchberg am Walde                | Gmünd                  |      |                                                                  |
| 309301   | Grenzland-Volksschule                                                                                   | Litschau                                                                               | Litschau                          | Gmünd                  |      |                                                                  |
| 309331   | Volksschule Reingers                                                                                    | Reingers                                                                               | Reingers                          | Gmünd                  |      | Schulverband mit Volksschule Haugschlag                          |
| 309391   | Volksschule Schrems                                                                                     | Schrems                                                                                | Schrems                           | Gmünd                  |      |                                                                  |
| 309401   | Volksschule Sankt Martin                                                                                | Bad Großpertholz, Sankt Martin                                                         | Sankt Martin                      | Gmünd                  |      | Schulverband mit Volksschule Bad Großpertholz                    |
| 309441   | Volksschule Unserfrau                                                                                   | Unserfrau-Altweitra                                                                    | Unserfrau                         | Gmünd                  |      |                                                                  |
| 309451   | Volksschule Waldenstein                                                                                 | Waldenstein                                                                            | Waldenstein                       | Gmünd                  |      |                                                                  |
| 309461   | Volksschule Weitra                                                                                      | Weitra                                                                                 | Weitra                            | Gmünd                  |      |                                                                  |
| 310011   | Volksschule „Friedrich Zottl“                                                                           | Alberndorf im Pulkautal                                                                | Alberndorf im Pulkautal           | Hollabrunn             |      |                                                                  |
| 310031   | Volksschule Breitenwaida                                                                                | Hollabrunn                                                                             | Breitenwaida                      | Hollabrunn             |      |                                                                  |
| 310041   | Volksschule Eggendorf im Thale                                                                          | Hollabrunn                                                                             | Eggendorf im Thale                | Hollabrunn             |      |                                                                  |
| 310081   | Volksschule Göllersdorf                                                                                 | Göllersdorf                                                                            | Göllersdorf                       | Hollabrunn             |      |                                                                  |
| 310091   | Volksschule Grabern                                                                                     | Grabern                                                                                | Mittergrabern                     | Hollabrunn             |      |                                                                  |
| 310121   | Volksschule Guntersdorf                                                                                 | Guntersdorf                                                                            | Guntersdorf                       | Hollabrunn             |      |                                                                  |
| 310131   | Volksschule Hadres                                                                                      | Hadres                                                                                 | Hadres                            | Hollabrunn             |      |                                                                  |
| 310141   | Volksschule Haugsdorf                                                                                   | Volksschulgemeinde Haugsdorf                                                           | Auggenthal                        | Hollabrunn             |      |                                                                  |
| 310151   | Volksschule Hohenwarth-Mühlbach „Josef Misson Volksschule“                                              | Hohenwarth-Mühlbach am Manhartsberg                                                    | Mühlbach am Manhartsberg          | Hollabrunn             |      |                                                                  |
| 310161   | Volksschule I                                                                                           | Hollabrunn                                                                             | Hollabrunn                        | Hollabrunn             |      |                                                                  |
| 310171   | Volksschule II                                                                                          | Hollabrunn                                                                             | Hollabrunn                        | Hollabrunn             |      |                                                                  |
| 310221   | Volksschule Maissau                                                                                     | Maissau                                                                                | Maissau                           | Hollabrunn             |      |                                                                  |
| 310241   | Volksschule Nappersdorf                                                                                 | Nappersdorf-Kammersdorf                                                                | Nappersdorf                       | Hollabrunn             |      |                                                                  |
| 310261   | Volksschule Pleissing                                                                                   | Hardegg                                                                                | Pleißing                          | Hollabrunn             |      |                                                                  |
| 310271   | Volksschule Pulkau                                                                                      | Pulkau                                                                                 | Pulkau                            | Hollabrunn             |      |                                                                  |
| 310281   | Volksschule Ravelsbach                                                                                  | Ravelsbach                                                                             | Ravelsbach                        | Hollabrunn             |      |                                                                  |
| 310291   | Volksschule Retz                                                                                        | Retz                                                                                   | Retz                              | Hollabrunn             |      |                                                                  |
| 310311   | Volksschule Seefeld-Kadolz                                                                              | Seefeld-Kadolz                                                                         | Großkadolz                        | Hollabrunn             |      |                                                                  |
| 310321   | Volksschule Sitzendorf an der Schmida                                                                   | Sitzendorf an der Schmida                                                              | Sitzendorf an der Schmida         | Hollabrunn             |      |                                                                  |
| 310361   | Volksschule Wullersdorf                                                                                 | Wullersdorf                                                                            | Wullersdorf                       | Hollabrunn             |      |                                                                  |
| 310371   | Volksschule Zellerndorf                                                                                 | Zellerndorf                                                                            | Zellerndorf                       | Hollabrunn             |      |                                                                  |
| 310381   | Volksschule Ziersdorf                                                                                   | Ziersdorf                                                                              | Ziersdorf                         | Hollabrunn             |      |                                                                  |
| 310391   | Private Volksschule Mailberg des Souveränen Malteser Ritterordens                                       | Mailberg                                                                               | Mailberg                          | Horn                   |      |                                                                  |
| 311011   | Volksschule Altenburg                                                                                   | Altenburg                                                                              | Altenburg                         | Horn                   |      |                                                                  |
| 311021   | Volksschule Brunn an der Wild                                                                           | Brunn an der Wild                                                                      | Brunn an der Wild                 | Horn                   |      |                                                                  |
| 311051   | Volksschule Drosendorf                                                                                  | Drosendorf-Zissersdorf                                                                 | Drosendorf                        | Horn                   |      |                                                                  |
| 311061   | Volksschule Eggenburg                                                                                   | Eggenburg                                                                              | Eggenburg                         | Horn                   |      |                                                                  |
| 311091   | Volksschule Gars am Kamp                                                                                | Gars am Kamp                                                                           | Gars am Kamp                      | Horn                   |      |                                                                  |
| 311101   | Volksschule Geras                                                                                       | Geras                                                                                  | Geras                             | Horn                   |      |                                                                  |
| 311111   | Volksschule Horn                                                                                        | Horn                                                                                   | Horn                              | Horn                   |      |                                                                  |
| 311121   | Volksschule Irnfritz                                                                                    | Irnfritz                                                                               | Irnfritz                          | Horn                   |      |                                                                  |
| 311131   | Volksschule Japons                                                                                      | Japons                                                                                 | Japons                            | Horn                   |      |                                                                  |
| 311151   | Volksschule Langau                                                                                      | Langau                                                                                 | Langau                            | Horn                   |      |                                                                  |
| 311181   | Volksschule Hötzelsdorf                                                                                 | Pernegg                                                                                | Pernegg                           | Horn                   |      |                                                                  |
| 311191   | Volksschule Burgschleinitz-Kühnring                                                                     | Burgschleinitz-Kühnring                                                                | Reinprechtspölla                  | Horn                   |      |                                                                  |
| 311211   | Volksschule Röhrenbach                                                                                  | Röhrenbach                                                                             | Röhrenbach                        | Horn                   |      |                                                                  |
| 311221   | Volksschule Röschitz                                                                                    | Röschitz                                                                               | Röschitz                          | Horn                   |      |                                                                  |
| 311261   | Volksschule Sigmundsherberg                                                                             | Sigmundsherberg                                                                        | Sigmundsherberg                   | Horn                   |      |                                                                  |
| 311271   | Volksschule Sankt Bernhard-Frauenhofen                                                                  | St. Bernhard-Frauenhofen                                                               | Frauenhofen                       | Horn                   |      |                                                                  |
| 311291   | Volksschule Straning-Grafenberg                                                                         | Straning-Grafendorf                                                                    | Straning                          | Horn                   |      |                                                                  |
| 311311   | Volksschule Weitersfeld                                                                                 | Weitersfeld                                                                            | Weitersfeld                       | Horn                   |      |                                                                  |
| 312011   | Volksschule Bisamberg                                                                                   | Bisamberg                                                                              | Bisamberg                         | Korneuburg             |      |                                                                  |
| 312021   | Volksschule Enzersfeld                                                                                  | Enzersfeld im Weinviertel                                                              | Enzersfeld im Weinviertel         | Korneuburg             |      |                                                                  |
| 312031   | Volksschule Ernstbrunn                                                                                  | Ernstbrunn                                                                             | Ernstbrunn                        | Korneuburg             |      |                                                                  |
| 312041   | Volksschule Großmugl                                                                                    | Großmugl                                                                               | Großmugl                          | Korneuburg             |      |                                                                  |
| 312051   | Koloman Kaiser Volksschule                                                                              | Großrußbach                                                                            | Großrußbach                       | Korneuburg             |      |                                                                  |
| 312061   | Volksschule Hagenbrunn                                                                                  | Hagenbrunn                                                                             | Hagenbrunn                        | Korneuburg             |      |                                                                  |
| 312071   | Volksschule Harmannsdorf                                                                                | Harmannsdorf                                                                           | Harmannsdorf                      | Korneuburg             |      |                                                                  |
| 312081   | Volksschule Hausleiten                                                                                  | Hausleiten                                                                             | Hausleiten                        | Korneuburg             |      | Schulverband mit Volksschule Stetteldorf am Wagram               |
| 312091   | Volksschule I                                                                                           | Korneuburg                                                                             | Korneuburg                        | Korneuburg             |      |                                                                  |
| 312101   | Volksschule II                                                                                          | Korneuburg                                                                             | Korneuburg                        | Korneuburg             |      |                                                                  |
| 312111   | Volksschule Langenzersdorf                                                                              | Langenzersdorf                                                                         | Langenzersdorf                    | Korneuburg             |      |                                                                  |
| 312121   | Volksschule Leitzersdorf                                                                                | Leitzersdorf                                                                           | Leitzersdorf                      | Korneuburg             |      |                                                                  |
| 312131   | Volksschule Leobendorf                                                                                  | Leobendorf                                                                             | Leobendorf                        | Korneuburg             |      |                                                                  |
| 312141   | Volksschule „Niederhollabrunn“                                                                          | Niederhollabrunn                                                                       | Bruderndorf                       | Korneuburg             |      |                                                                  |
| 312181   | Volksschule Rußbach                                                                                     | Rußbach                                                                                | Rußbach                           | Korneuburg             |      |                                                                  |
| 312191   | Volksschule Sierndorf                                                                                   | Sierndorf                                                                              | Sierndorf                         | Korneuburg             |      |                                                                  |
| 312201   | Volksschule Spillern                                                                                    | Spillern                                                                               | Spillern                          | Korneuburg             |      |                                                                  |
| 312211   | Volksschule Stetteldorf am Wagram                                                                       | Stetteldorf am Wagram                                                                  | Stetteldorf am Wagram             | Korneuburg             |      | Schulverband mit Volksschule Hausleiten                          |
| 312221   | Volksschule Stetten                                                                                     | Stetten                                                                                | Stetten                           | Korneuburg             |      |                                                                  |
| 312231   | Josef-Wondrak-Volksschule                                                                               | Stockerau                                                                              | Stockerau                         | Korneuburg             |      |                                                                  |
| 312241   | Volksschule West                                                                                        | Stockerau                                                                              | Stockerau                         | Korneuburg             |      |                                                                  |
| 312261   | Volksschule „Schule für Lebendiges Lernen“                                                              | Verein für Lebendiges und Ganzheitliches Lernen                                        | Korneuburg                        | Korneuburg             |      |                                                                  |
| 312271   | Volksschule Gerasdorf                                                                                   | Gerasdorf bei Wien                                                                     | Gerasdorf bei Wien                | Korneuburg             |      |                                                                  |
| 312281   | Volksschule Kapellerfeld                                                                                | Gerasdorf bei Wien                                                                     | Kapellerfeld                      | Korneuburg             |      |                                                                  |
| 312291   | Volksschule Seyring                                                                                     | Gerasdorf bei Wien                                                                     | Seyring                           | Korneuburg             |      |                                                                  |
| 313011   | Volksschule Aggsbach                                                                                    | Aggsbach                                                                               | Aggsbach                          | Krems-Land             |      |                                                                  |
| 313021   | Volksschule Albrechtsberg                                                                               | Albrechtsberg an der Großen Krems                                                      | Albrechtsberg an der Großen Krems | Krems-Land             |      |                                                                  |
| 313041   | Volksschule Gedersdorf                                                                                  | Gedersdorf                                                                             | Gedersdorf                        | Krems-Land             |      |                                                                  |
| 313051   | Private Volksschule                                                                                     | Trägerverein der Werke der Kongregation der Schulschwestern vom III.OSF                | Schiltern                         | Krems-Land             |      |                                                                  |
| 313071   | Volksschule „Droß“                                                                                      | Droß                                                                                   | Droß                              | Krems-Land             |      |                                                                  |
| 313081   | Volksschule                                                                                             | Dürnstein                                                                              | Dürnstein                         | Krems-Land             |      |                                                                  |
| 313131   | Volksschule Etsdorf                                                                                     | Grafenegg                                                                              | Etsdorf am Kamp                   | Krems-Land             |      |                                                                  |
| 313161   | Volksschule                                                                                             | Furth bei Göttweig                                                                     | Furth bei Göttweig                | Krems-Land             |      |                                                                  |
| 313181   | Volksschule                                                                                             | Gföhl                                                                                  | Gföhl                             | Krems-Land             |      |                                                                  |
| 313221   | Volksschule Hadersdorf-Kammern                                                                          | Hadersdorf am Kamp                                                                     | Hadersdorf am Kamp                | Krems-Land             |      |                                                                  |
| 313231   | Volksschule Haitzendorf                                                                                 | Grafenegg                                                                              | Haitzendorf                       | Krems-Land             |      |                                                                  |
| 313261   | Volksschule                                                                                             | Krumau am Kamp                                                                         | Krumau am Kamp                    | Krems-Land             |      |                                                                  |
| 313281   | Josef-Rucker-Volksschule                                                                                | Langenlois                                                                             | Langenlois                        | Krems-Land             |      |                                                                  |
| 313291   | Volksschule                                                                                             | Lengenfeld                                                                             | Lengenfeld                        | Krems-Land             |      |                                                                  |
| 313301   | Volksschule                                                                                             | Lichtenau im Waldviertel                                                               | Lichtenau im Waldviertel          | Krems-Land             |      |                                                                  |
| 313321   | Volksschule                                                                                             | Maria Laach am Jauerling                                                               | Maria Laach am Jauerling          | Krems-Land             |      |                                                                  |
| 313331   | Volksschule                                                                                             | Mautern an der Donau                                                                   | Mautern an der Donau              | Krems-Land             |      |                                                                  |
| 313361   | Volksschule „Mühldorf“                                                                                  | Mühldorf                                                                               | Niederranna                       | Krems-Land             |      |                                                                  |
| 313391   | Volksschule                                                                                             | Paudorf                                                                                | Paudorf                           | Krems-Land             |      |                                                                  |
| 313421   | Volksschule                                                                                             | Rastenfeld                                                                             | Rastenfeld                        | Krems-Land             |      |                                                                  |
| 313431   | Volksschule                                                                                             | Rohrendorf bei Krems                                                                   | Rohrendorf bei Krems              | Krems-Land             |      |                                                                  |
| 313441   | Volksschule Rossatz-Arnsdorf                                                                            | Rossatz-Arnsdorf                                                                       | Hofarnsdorf                       | Krems-Land             |      |                                                                  |
| 313451   | Volksschule „Weinzierl“                                                                                 | Weinzierl am Walde                                                                     | Sankt Johann                      | Krems-Land             |      |                                                                  |
| 313461   | Volksschule                                                                                             | Sankt Leonhard am Hornerwald                                                           | St. Leonhard am Hornerwald        | Krems-Land             |      |                                                                  |
| 313481   | Volksschule                                                                                             | Schönberg am Kamp                                                                      | Schönberg am Kamp                 | Krems-Land             |      |                                                                  |
| 313491   | Volksschule                                                                                             | Senftenberg                                                                            | Senftenberg                       | Krems-Land             |      |                                                                  |
| 313501   | Volksschule                                                                                             | Spitz                                                                                  | Spitz                             | Krems-Land             |      |                                                                  |
| 313521   | Volksschule                                                                                             | Straß im Straßertale                                                                   | Straß im Straßertale              | Krems-Land             |      |                                                                  |
| 313561   | Volksschule                                                                                             | Bergern im Dunkelsteinerwald                                                           | Oberbergern                       | Krems-Land             |      |                                                                  |
| 313581   | Volksschule                                                                                             | Weißenkirchen in der Wachau                                                            | Weißenkirchen in der Wachau       | Krems-Land             |      |                                                                  |
| 314011   | Volksschule                                                                                             | Annaberg                                                                               | Annarotte                         | Lilienfeld             |      |                                                                  |
| 314021   | Volksschule                                                                                             | Eschenau                                                                               | Eschenau                          | Lilienfeld             |      |                                                                  |
| 314041   | Volksschule                                                                                             | Hainfeld                                                                               | Hainfeld                          | Lilienfeld             |      |                                                                  |
| 314051   | Volksschule                                                                                             | Hohenberg                                                                              | Hohenberg                         | Lilienfeld             |      |                                                                  |
| 314061   | Volksschule                                                                                             | Kaumberg                                                                               | Kaumberg                          | Lilienfeld             |      |                                                                  |
| 314081   | Volksschule                                                                                             | Kleinzell                                                                              | Kleinzell                         | Lilienfeld             |      |                                                                  |
| 314101   | Volksschule „Mathias Zdarsky Volksschule Lilienfeld“                                                    | Lilienfeld                                                                             | Lilienfeld                        | Lilienfeld             |      |                                                                  |
| 314111   | Volksschule                                                                                             | Mitterbach am Erlaufsee                                                                | Mitterbach am Erlaufsee           | Lilienfeld             |      |                                                                  |
| 314131   | Volksschule                                                                                             | Ramsau                                                                                 | Oberdörfl                         | Lilienfeld             |      |                                                                  |
| 314151   | Volksschule                                                                                             | Rohrbach an der Gölsen                                                                 | Rohrbach an der Gölsen            | Lilienfeld             |      |                                                                  |
| 314161   | Volksschule                                                                                             | Sankt Aegyd am Neuwalde                                                                | St. Aegyd am Neuwalde             | Lilienfeld             |      |                                                                  |
| 314171   | Dr.-Theodor-Körner-Volksschule                                                                          | Sankt Veit an der Gölsen                                                               | Sankt Veit an der Gölsen          | Lilienfeld             |      |                                                                  |
| 314191   | Volksschule                                                                                             | Traisen                                                                                | Traisen                           | Lilienfeld             |      |                                                                  |
| 314201   | Volksschule                                                                                             | Türnitz                                                                                | Türnitz                           | Lilienfeld             |      |                                                                  |
| 315011   | Volksschule „Schönbühel“                                                                                | Schönbühel-Aggsbach                                                                    | Aggsbach Dorf                     | Melk                   |      |                                                                  |
| 315021   | Volksschule                                                                                             | Yspertal                                                                               | Pisching                          | Melk                   |      |                                                                  |
| 315031   | Volksschule                                                                                             | Artstetten-Pöbring                                                                     | Artstetten                        | Melk                   |      |                                                                  |
| 315041   | Volksschule                                                                                             | Bischofstetten                                                                         | Bischofstetten                    | Melk                   |      |                                                                  |
| 315051   | Volksschule                                                                                             | Blindenmarkt                                                                           | Blindenmarkt                      | Melk                   |      |                                                                  |
| 315071   | Volksschule                                                                                             | Dorfstetten                                                                            | Forstamt                          | Melk                   |      |                                                                  |
| 315091   | Volksschule                                                                                             | Erlauf                                                                                 | Erlauf                            | Melk                   |      |                                                                  |
| 315101   | Volksschule                                                                                             | Dunkelsteinerwald                                                                      | Gansbach                          | Melk                   |      |                                                                  |
| 315111   | Volksschule                                                                                             | Dunkelsteinerwald                                                                      | Gerolding                         | Melk                   |      |                                                                  |
| 315121   | Volksschule                                                                                             | Golling an der Erlauf                                                                  | Golling an der Erlauf             | Melk                   |      |                                                                  |
| 315151   | Volksschule                                                                                             | Hürm                                                                                   | Hürm                              | Melk                   |      |                                                                  |
| 315171   | Volksschule                                                                                             | Kilb                                                                                   | Kilb                              | Melk                   |      |                                                                  |
| 315181   | Volksschule                                                                                             | Kirnberg an der Mank                                                                   | Kirnberg an der Mank              | Melk                   |      |                                                                  |
| 315191   | Volksschule                                                                                             | Klein-Pöchlarn                                                                         | Klein-Pöchlarn                    | Melk                   |      |                                                                  |
| 315201   | Volksschule                                                                                             | Krummnußbaum                                                                           | Krummnußbaum                      | Melk                   |      |                                                                  |
| 315211   | Volksschule                                                                                             | Münichreith-Laimbach                                                                   | Laimbach am Ostrong               | Melk                   |      |                                                                  |
| 315221   | Volksschule „Leiben“                                                                                    | Leiben                                                                                 | Leiben                            | Melk                   |      |                                                                  |
| 315231   | Volksschule                                                                                             | Loosdorf                                                                               | Loosdorf                          | Melk                   |      |                                                                  |
| 315241   | Volksschule                                                                                             | Mank                                                                                   | Mank                              | Melk                   |      |                                                                  |
| 315251   | Volksschule Marbach an der Donau                                                                        | Marbach an der Donau                                                                   | Marbach an der Donau              | Melk                   |      | Denkmalschutz                                                    |
| 315261   | Volksschule                                                                                             | Maria Taferl                                                                           | Maria Taferl                      | Melk                   |      |                                                                  |
| 315291   | Volksschule                                                                                             | Melk                                                                                   | Melk                              | Melk                   |      |                                                                  |
| 315301   | Volksschule                                                                                             | Münichreith-Laimbach                                                                   | Münichreith am Ostrong            | Melk                   |      |                                                                  |
| 315321   | Volksschule                                                                                             | Neumarkt an der Ybbs                                                                   | Neumarkt an der Ybbs              | Melk                   |      |                                                                  |
| 315331   | Volksschule                                                                                             | Nöchling                                                                               | Nöchling                          | Melk                   |      |                                                                  |
| 315341   | Volksschule                                                                                             | Persenbeug-Gottsdorf                                                                   | Persenbeug                        | Melk                   |      |                                                                  |
| 315351   | Volksschule                                                                                             | Petzenkirchen                                                                          | Petzenkirchen                     | Melk                   |      |                                                                  |
| 315391   | Volksschule                                                                                             | Pöchlarn                                                                               | Pöchlarn                          | Melk                   |      |                                                                  |
| 315401   | Volksschule                                                                                             | Pöggstall                                                                              | Pöggstall                         | Melk                   |      |                                                                  |
| 315411   | Volksschule                                                                                             | Raxendorf                                                                              | Raxendorf                         | Melk                   |      |                                                                  |
| 315441   | Volksschule                                                                                             | Ruprechtshofen                                                                         | Ruprechtshofen                    | Melk                   |      |                                                                  |
| 315451   | Volksschule                                                                                             | St. Martin-Karlsbach                                                                   | St. Martin-Karlsbach              | Melk                   |      |                                                                  |
| 315461   | Volksschule                                                                                             | Sankt Oswald                                                                           | Sankt Oswald                      | Melk                   |      |                                                                  |
| 315491   | Volksschule                                                                                             | Texingtal                                                                              | Texing                            | Melk                   |      |                                                                  |
| 315501   | Volksschule                                                                                             | Weiten                                                                                 | Weiten                            | Melk                   |      |                                                                  |
| 315511   | Volksschule                                                                                             | Ybbs an der Donau                                                                      | Ybbs an der Donau                 | Melk                   |      |                                                                  |
| 315521   | Volksschule                                                                                             | Zelking-Matzleinsdorf                                                                  | Matzleinsdorf                     | Melk                   |      |                                                                  |
| 315541   | Volksschule                                                                                             | Emmersdorf an der Donau                                                                | Emmersdorf an der Donau           | Melk                   |      |                                                                  |
| 316011   | Volksschule Schulverband mit 316221                                                                     | Altlichtenwarth                                                                        | Altlichtenwarth                   | Mistelbach             |      |                                                                  |
| 316041   | Volksschule                                                                                             | Asparn an der Zaya                                                                     | Asparn an der Zaya                | Mistelbach             |      |                                                                  |
| 316051   | Volksschule                                                                                             | Bernhardsthal                                                                          | Bernhardsthal                     | Mistelbach             |      |                                                                  |
| 316061   | Volksschule                                                                                             | Bockfließ                                                                              | Bockfließ                         | Mistelbach             |      |                                                                  |
| 316071   | Volksschule                                                                                             | Drasenhofen                                                                            | Drasenhofen                       | Mistelbach             |      |                                                                  |
| 316131   | Volksschule                                                                                             | Gaweinstal                                                                             | Gaweinstal                        | Mistelbach             |      |                                                                  |
| 316141   | Volksschule                                                                                             | Gnadendorf                                                                             | Gnadendorf                        | Mistelbach             |      |                                                                  |
| 316151   | Volksschule                                                                                             | Großebersdorf                                                                          | Großebersdorf                     | Mistelbach             |      |                                                                  |
| 316161   | Volksschule                                                                                             | Großengersdorf                                                                         | Großengersdorf                    | Mistelbach             |      |                                                                  |
| 316171   | Volksschule                                                                                             | Großharras                                                                             | Großharras                        | Mistelbach             |      |                                                                  |
| 316181   | Volksschule                                                                                             | Großkrut                                                                               | Großkrut                          | Mistelbach             |      |                                                                  |
| 316191   | Volksschule                                                                                             | Fallbach                                                                               | Hagenberg                         | Mistelbach             |      |                                                                  |
| 316221   | Volksschule Schulverband Leitung: 316011                                                                | Hausbrunn                                                                              | Hausbrunn                         | Mistelbach             |      |                                                                  |
| 316231   | Volksschule                                                                                             | Herrnbaumgarten                                                                        | Herrnbaumgarten                   | Mistelbach             |      |                                                                  |
| 316291   | Volksschule                                                                                             | Kreuzstetten                                                                           | Niederkreuzstetten                | Mistelbach             |      |                                                                  |
| 316301   | Volksschule                                                                                             | Laa an der Thaya                                                                       | Laa an der Thaya                  | Mistelbach             |      |                                                                  |
| 316311   | Volksschule                                                                                             | Ladendorf                                                                              | Ladendorf                         | Mistelbach             |      |                                                                  |
| 316331   | Volksschule I                                                                                           | Mistelbach                                                                             | Mistelbach                        | Mistelbach             |      |                                                                  |
| 316341   | Volksschule II                                                                                          | Mistelbach                                                                             | Mistelbach                        | Mistelbach             |      |                                                                  |
| 316351   | Volksschule                                                                                             | Neudorf im Weinviertel                                                                 | Neudorf im Weinviertel            | Mistelbach             |      |                                                                  |
| 316371   | Volksschule                                                                                             | Niederleis                                                                             | Niederleis                        | Mistelbach             |      |                                                                  |
| 316391   | Volksschule                                                                                             | Ottenthal                                                                              | Ottenthal                         | Mistelbach             |      |                                                                  |
| 316421   | Volksschule                                                                                             | Pillichsdorf                                                                           | Pillichsdorf                      | Mistelbach             |      |                                                                  |
| 316431   | Volksschule                                                                                             | Poysdorf                                                                               | Poysdorf                          | Mistelbach             |      |                                                                  |
| 316441   | Volksschule                                                                                             | Rabensburg                                                                             | Rabensburg                        | Mistelbach             |      |                                                                  |
| 316451   | Volksschule                                                                                             | Schrattenberg                                                                          | Schrattenberg                     | Mistelbach             |      |                                                                  |
| 316491   | Volksschule                                                                                             | Staatz                                                                                 | Staatz-Kautendorf                 | Mistelbach             |      |                                                                  |
| 316501   | Volksschule                                                                                             | Stronsdorf                                                                             | Oberschoderlee                    | Mistelbach             |      |                                                                  |
| 316511   | Volksschule                                                                                             | Ulrichskirchen-Schleinbach                                                             | Ulrichskirchen                    | Mistelbach             |      |                                                                  |
| 316521   | Volksschule Kreuttal                                                                                    | Unterolberndorf                                                                        | Unterolberndorf                   | Mistelbach             |      |                                                                  |
| 316531   | Volksschule                                                                                             | Gaubitsch                                                                              | Gaubitsch                         | Mistelbach             |      |                                                                  |
| 316561   | Volksschule                                                                                             | Wildendürnbach                                                                         | Wildendürnbach                    | Mistelbach             |      |                                                                  |
| 316571   | Volksschule                                                                                             | Wilfersdorf                                                                            | Wilfersdorf                       | Mistelbach             |      |                                                                  |
| 316581   | Volksschule                                                                                             | Hochleithen                                                                            | Traunfeld                         | Mistelbach             |      |                                                                  |
| 316591   | Volksschule „Wolkersdorf im Weinviertel“                                                                | Wolkersdorf                                                                            | Obersdorf                         | Mistelbach             |      |                                                                  |
| 316601   | Volksschule                                                                                             | Laa an der Thaya                                                                       | Wulzeshofen                       | Mistelbach             |      |                                                                  |
| 317011   | Volksschule                                                                                             | Achau                                                                                  | Achau                             | Mödling                |      |                                                                  |
| 317013   | Allgemeine Sonderschule „Josef Schöffel-Schule“                                                         | Mödling                                                                                | Mödling                           | Mödling                |      |                                                                  |
| 317021   | Volksschule                                                                                             | Biedermannsdorf                                                                        | Biedermannsdorf                   | Mödling                |      |                                                                  |
| 317031   | Volksschule                                                                                             | Breitenfurt bei Wien                                                                   | Breitenfurt bei Wien              | Mödling                |      |                                                                  |
| 317041   | Volksschule                                                                                             | Brunn am Gebirge                                                                       | Brunn am Gebirge                  | Mödling                |      |                                                                  |
| 317051   | Volksschule                                                                                             | Gaaden                                                                                 | Gaaden                            | Mödling                |      |                                                                  |
| 317071   | Volksschule                                                                                             | Gumpoldskirchen                                                                        | Gumpoldskirchen                   | Mödling                |      |                                                                  |
| 317081   | Volksschule                                                                                             | Guntramsdorf                                                                           | Guntramsdorf                      | Mödling                |      |                                                                  |
| 317091   | Volksschule                                                                                             | Guntramsdorf                                                                           | Guntramsdorf                      | Mödling                |      |                                                                  |
| 317101   | Volksschule                                                                                             | Hinterbrühl                                                                            | Hinterbrühl                       | Mödling                |      |                                                                  |
| 317111   | Volksschule                                                                                             | Kaltenleutgeben                                                                        | Kaltenleutgeben                   | Mödling                |      |                                                                  |
| 317131   | Volksschule                                                                                             | Laxenburg                                                                              | Laxenburg                         | Mödling                |      |                                                                  |
| 317141   | Volksschule                                                                                             | Maria Enzersdorf                                                                       | Maria Enzersdorf                  | Mödling                |      |                                                                  |
| 317151   | Volksschule Südstadt                                                                                    | Maria Enzersdorf                                                                       | Maria Enzersdorf                  | Mödling                |      |                                                                  |
| 317161   | Volksschule Babenbergergasse                                                                            | Mödling                                                                                | Mödling                           | Mödling                |      |                                                                  |
| 317171   | Volksschule Lerchengasse                                                                                | Mödling                                                                                | Mödling                           | Mödling                |      |                                                                  |
| 317181   | Volksschule Joseph-Hyrtl-Platz                                                                          | Mödling                                                                                | Mödling                           | Mödling                |      |                                                                  |
| 317191   | Volksschule                                                                                             | Münchendorf                                                                            | Münchendorf                       | Mödling                |      |                                                                  |
| 317201   | Volksschule                                                                                             | Perchtoldsdorf                                                                         | Perchtoldsdorf                    | Mödling                |      |                                                                  |
| 317211   | Volksschule                                                                                             | Wienerwald                                                                             | Sittendorf                        | Mödling                |      |                                                                  |
| 317231   | Volksschule                                                                                             | Vösendorf                                                                              | Vösendorf                         | Mödling                |      |                                                                  |
| 317241   | Volksschule                                                                                             | Wiener Neudorf                                                                         | Wiener Neudorf                    | Mödling                |      |                                                                  |
| 317251   | Volksschule                                                                                             | Perchtoldsdorf                                                                         | Perchtoldsdorf                    | Mödling                |      |                                                                  |
| 317261   | Volksschule „St. Raphael“ der Schulstiftung der Erzdiözese Wien                                         | Maria Enzersdorf                                                                       | Maria Enzersdorf                  | Mödling                |      |                                                                  |
| 317281   | Karl-Stingl-Volksschule                                                                                 | Mödling                                                                                | Mödling                           | Mödling                |      |                                                                  |
| 317321   | Evangelische Volksschule-Erlebnisschule                                                                 | Evangelisches Schulwerk A.B. Wien                                                      | Maria Enzersdorf                  | Mödling                |      |                                                                  |
| 317331   | Libo-Montessori-Schule                                                                                  | Verein Libo-Montessori-Schule                                                          | Maria Enzersdorf                  | Mödling                |      |                                                                  |
| 317391   | Volksschule „Brunn am Gebirge“                                                                          | Brunn am Gebirge                                                                       | Brunn am Gebirge                  | Mödling                |      |                                                                  |
| 318011   | Volksschule                                                                                             | Breitenau                                                                              | Breitenau                         | Neunkirchen            |      |                                                                  |
| 318031   | Volksschule                                                                                             | Edlitz                                                                                 | Edlitz                            | Neunkirchen            |      |                                                                  |
| 318041   | Volksschule                                                                                             | Feistritz am Wechsel                                                                   | Feistritz am Wechsel              | Neunkirchen            |      |                                                                  |
| 318051   | Volksschule                                                                                             | Gloggnitz                                                                              | Gloggnitz                         | Neunkirchen            |      |                                                                  |
| 318061   | Volksschule                                                                                             | Grafenbach-Sankt Valentin                                                              | Grafenbach                        | Neunkirchen            |      |                                                                  |
| 318071   | Volksschule                                                                                             | Grimmenstein                                                                           | Grimmenstein                      | Neunkirchen            |      |                                                                  |
| 318081   | Volksschule                                                                                             | Grünbach am Schneeberg                                                                 | Grünbach am Schneeberg            | Neunkirchen            |      |                                                                  |
| 318121   | Volksschule Höflein                                                                                     | Höflein an der Hohen Wand                                                              | Unterhöflein                      | Neunkirchen            |      |                                                                  |
| 318141   | Volksschule                                                                                             | Kirchberg am Wechsel                                                                   | Kirchberg am Wechsel              | Neunkirchen            |      |                                                                  |
| 318161   | Volksschule                                                                                             | Mönichkirchen                                                                          | Mönichkirchen                     | Neunkirchen            |      |                                                                  |
| 318181   | Volksschule Mühlfeld                                                                                    | Neunkirchen                                                                            | Mühlfeld                          | Neunkirchen            |      |                                                                  |
| 318191   | Volksschule Steinfeld                                                                                   | Neunkirchen                                                                            | Neunkirchen                       | Neunkirchen            |      |                                                                  |
| 318201   | Volksschule                                                                                             | Aspang-Markt                                                                           | Aspang-Markt                      | Neunkirchen            |      |                                                                  |
| 318211   | Volksschule                                                                                             | Otterthal                                                                              | Otterthal                         | Neunkirchen            |      |                                                                  |
| 318221   | Volksschule                                                                                             | Payerbach                                                                              | Payerbach                         | Neunkirchen            |      |                                                                  |
| 318231   | Volksschule Neunkirchen-Peisching                                                                       | Neunkirchen                                                                            | Peisching                         | Neunkirchen            |      |                                                                  |
| 318251   | Volksschule                                                                                             | Pitten                                                                                 | Pitten                            | Neunkirchen            |      |                                                                  |
| 318261   | Dr.-Adolf-Schärf-Volksschule                                                                            | Ternitz                                                                                | Pottschach                        | Neunkirchen            |      |                                                                  |
|          | Volksschule Prigglitz                                                                                   | Prigglitz                                                                              | Prigglitz                         | Neunkirchen            |      |                                                                  |
| 318291   | Volksschule                                                                                             | Puchberg am Schneeberg                                                                 | Puchberg am Schneeberg            | Neunkirchen            |      |                                                                  |
| 318321   | Volksschule                                                                                             | Sankt Egyden am Steinfeld                                                              | St. Egyden am Steinfeld           | Neunkirchen            |      |                                                                  |
| 318331   | Volksschule                                                                                             | Ternitz                                                                                | Sankt Lorenzen                    | Neunkirchen            |      |                                                                  |
| 318351   | Volksschule                                                                                             | Scheiblingkirchen-Thernberg                                                            | Scheiblingkirchen                 | Neunkirchen            |      |                                                                  |
| 318361   | Volksschule                                                                                             | Schottwien                                                                             | Schottwien                        | Neunkirchen            |      |                                                                  |
| 318371   | Volksschule                                                                                             | Schwarzau im Gebirge                                                                   | Schwarzau im Gebirge              | Neunkirchen            |      |                                                                  |
| 318381   | Volksschule                                                                                             | Schwarzau am Steinfeld                                                                 | Schwarzau am Steinfeld            | Neunkirchen            |      |                                                                  |
| 318391   | Volksschule                                                                                             | Seebenstein                                                                            | Seebenstein                       | Neunkirchen            |      |                                                                  |
| 318421   | Volksschule Stapfgasse                                                                                  | Ternitz                                                                                | Ternitz                           | Neunkirchen            |      |                                                                  |
| 318431   | Volksschule Dunkelstein                                                                                 | Ternitz                                                                                | Dunkelstein                       | Neunkirchen            |      |                                                                  |
| 318441   | Volksschule                                                                                             | Scheiblingkirchen-Thernberg                                                            | Thernberg                         | Neunkirchen            |      |                                                                  |
| 318451   | Volksschule                                                                                             | Trattenbach                                                                            | Trattenbach                       | Neunkirchen            |      |                                                                  |
| 318461   | Volksschule                                                                                             | Aspang-Markt                                                                           | Aspang                            | Neunkirchen            |      |                                                                  |
| 318471   | Volksschule                                                                                             | Wartmannstetten                                                                        | Wartmannstetten                   | Neunkirchen            |      |                                                                  |
| 318481   | Volksschule                                                                                             | Wimpassing im Schwarzatale                                                             | Wimpassing im Schwarzatale        | Neunkirchen            |      |                                                                  |
| 318491   | Volksschule                                                                                             | Enzenreith                                                                             | Wörth                             | Neunkirchen            |      |                                                                  |
| 318501   | Volksschule                                                                                             | Würflach                                                                               | Würflach                          | Neunkirchen            |      |                                                                  |
| 318511   | Volksschule                                                                                             | Zöbern                                                                                 | Zöbern                            | Neunkirchen            |      |                                                                  |
| 318521   | Volksschule                                                                                             | Reichenau an der Rax                                                                   | Reichenau an der Rax              | Neunkirchen            |      |                                                                  |
| 318531   | Volksschule                                                                                             | Ternitz                                                                                | Ternitz                           | Neunkirchen            |      |                                                                  |
| 318551   | Christliche Schule Neunkirchen                                                                          | Hilfsverein der Freien Christengem. Landesverb. NÖ I                                   | Neunkirchen                       | Neunkirchen            |      |                                                                  |
| 319011   | Volksschule                                                                                             | Altlengbach                                                                            | Altlengbach                       | Sankt Pölten-Land      |      |                                                                  |
| 319021   | Volksschule                                                                                             | Asperhofen                                                                             | Asperhofen                        | Sankt Pölten-Land      |      |                                                                  |
| 319031   | Volksschule                                                                                             | Böheimkirchen                                                                          | Böheimkirchen                     | Sankt Pölten-Land      |      |                                                                  |
| 319041   | Volksschule                                                                                             | Brand-Laaben                                                                           | Laaben                            | Sankt Pölten-Land      |      |                                                                  |
| 319051   | Volksschule                                                                                             | Eichgraben                                                                             | Eichgraben                        | Sankt Pölten-Land      |      |                                                                  |
| 319053   | Allgemeine Sonderschule                                                                                 | Wilhelmsburg                                                                           | Wilhelmsburg                      | Sankt Pölten-Land      |      |                                                                  |
| 319061   | Volksschule                                                                                             | Kasten bei Böheimkirchen                                                               | Fahrafeld                         | Sankt Pölten-Land      |      |                                                                  |
| 319071   | Volksschule                                                                                             | Frankenfels                                                                            | Frankenfels                       | Sankt Pölten-Land      |      |                                                                  |
| 319081   | Volksschule Gemeinlebarn                                                                                | Traismauer                                                                             | Traismauer                        | Sankt Pölten-Land      |      |                                                                  |
| 319111   | Volksschule Wilhelmsburg-Süd                                                                            | Wilhelmsburg                                                                           | Wilhelmsburg                      | Sankt Pölten-Land      |      |                                                                  |
| 319121   | Volksschule                                                                                             | Obritzberg-Rust                                                                        | Großrust                          | Sankt Pölten-Land      |      |                                                                  |
| 319131   | Volksschule „Hofstetten-Grünau“                                                                         | Hofstetten-Grünau                                                                      | Grünau                            | Sankt Pölten-Land      |      |                                                                  |
| 319151   | Volksschule                                                                                             | Hafnerbach                                                                             | Hafnerbach                        | Sankt Pölten-Land      |      |                                                                  |
| 319161   | Volksschule Haunoldstein                                                                                | Haunoldstein                                                                           | Groß Sierning                     | Sankt Pölten-Land      |      |                                                                  |
| 319171   | Volksschule                                                                                             | Herzogenburg                                                                           | Herzogenburg                      | Sankt Pölten-Land      |      |                                                                  |
| 319181   | Volksschule                                                                                             | Inzersdorf-Getzersdorf                                                                 | Inzersdorf ob der Traisen         | Sankt Pölten-Land      |      |                                                                  |
| 319201   | Volksschule                                                                                             | Kapelln                                                                                | Kapelln                           | Sankt Pölten-Land      |      |                                                                  |
| 319211   | Volksschule                                                                                             | Karlstetten                                                                            | Karlstetten                       | Sankt Pölten-Land      |      |                                                                  |
| 319221   | Volksschule                                                                                             | Kasten bei Böheimkirchen                                                               | Kasten                            | Sankt Pölten-Land      |      |                                                                  |
| 319231   | Volksschule                                                                                             | Kirchberg an der Pielach                                                               | Kirchberg an der Pielach          | Sankt Pölten-Land      |      |                                                                  |
| 319241   | Volksschule                                                                                             | Kirchstetten                                                                           | Totzenbach                        | Sankt Pölten-Land      |      |                                                                  |
| 319271   | Volksschule                                                                                             | Loich                                                                                  | Loich                             | Sankt Pölten-Land      |      |                                                                  |
| 319281   | Volksschule                                                                                             | Maria-Anzbach                                                                          | Maria Anzbach                     | Sankt Pölten-Land      |      |                                                                  |
| 319291   | Volksschule Markersdorf-Haindorf                                                                        | Markersdorf-Haindorf                                                                   | Markersdorf an der Pielach        | Sankt Pölten-Land      |      |                                                                  |
| 319311   | Volksschule                                                                                             | Michelbach                                                                             | Michelbach                        | Sankt Pölten-Land      |      |                                                                  |
| 319331   | Volksschule                                                                                             | Neidling                                                                               | Neidling                          | Sankt Pölten-Land      |      |                                                                  |
| 319341   | Volksschule                                                                                             | Neulengbach                                                                            | Neulengbach                       | Sankt Pölten-Land      |      |                                                                  |
| 319351   | Volksschule                                                                                             | Neustift-Innermanzing                                                                  | Innermanzing                      | Sankt Pölten-Land      |      |                                                                  |
| 319361   | Volksschule                                                                                             | Nußdorf ob der Traisen                                                                 | Nußdorf ob der Traisen            | Sankt Pölten-Land      |      |                                                                  |
| 319371   | Volksschule                                                                                             | Ober-Grafendorf                                                                        | Ober-Grafendorf                   | Sankt Pölten-Land      |      |                                                                  |
| 319381   | Volksschule Wölbling                                                                                    | Wölbling                                                                               | Oberwölbling                      | Sankt Pölten-Land      |      |                                                                  |
| 319421   | Volksschule                                                                                             | Pyhra                                                                                  | Pyhra                             | Sankt Pölten-Land      |      |                                                                  |
| 319431   | Volksschule                                                                                             | Rabenstein an der Pielach                                                              | Rabenstein an der Pielach         | Sankt Pölten-Land      |      |                                                                  |
| 319441   | Privatschule „Neue Schule, Zweigstelle Winklstraße“                                                     | Vereins „Bildungshof“                                                                  | Eichgraben                        | Sankt Pölten-Land      |      |                                                                  |
| 319451   | Volksschule                                                                                             | Gablitz                                                                                | Gablitz                           | Sankt Pölten-Land      |      |                                                                  |
| 319471   | Volksschule Mauerbach                                                                                   | Mauerbach                                                                              | Mauerbach                         | Sankt Pölten-Land      |      |                                                                  |
| 319481   | Volksschule                                                                                             | Sankt Margarethen an der Sierning                                                      | St. Margarethen an der Sierning   | Sankt Pölten-Land      |      |                                                                  |
| 319511   | Volksschule                                                                                             | Statzendorf                                                                            | Statzendorf                       | Sankt Pölten-Land      |      |                                                                  |
| 319541   | Volksschule                                                                                             | Stössing                                                                               | Stössing                          | Sankt Pölten-Land      |      |                                                                  |
| 319561   | Volksschule                                                                                             | Rabenstein an der Pielach                                                              | Tradigist                         | Sankt Pölten-Land      |      |                                                                  |
| 319571   | Volksschule                                                                                             | Traismauer                                                                             | Traismauer                        | Sankt Pölten-Land      |      |                                                                  |
| 319591   | Volksschule                                                                                             | Weinburg                                                                               | Weinburg                          | Sankt Pölten-Land      |      |                                                                  |
| 319601   | Volksschule                                                                                             | Perschling                                                                             | Perschling                        | Sankt Pölten-Land      |      |                                                                  |
| 319611   | Volksschule Nord                                                                                        | Wilhelmsburg                                                                           | Wilhelmsburg                      | Sankt Pölten-Land      |      |                                                                  |
| 319621   | Volksschule                                                                                             | Herzogenburg                                                                           | St. Andrä an der Traisen          | Sankt Pölten-Land      |      |                                                                  |
| 319631   | Volksschule                                                                                             | Gerersdorf                                                                             | Gerersdorf                        | Sankt Pölten-Land      |      |                                                                  |
| 319651   | Volksschule                                                                                             | Pressbaum                                                                              | Pressbaum                         | Sankt Pölten-Land      |      |                                                                  |
| 319661   | Private Volksschule „Sacré Coeur Pressbaum“                                                             | Schulstiftung der Erzdiözese Wien                                                      | Pressbaum                         | Sankt Pölten-Land      |      |                                                                  |
| 319671   | Josef-Schöffel-Volksschule                                                                              | Purkersdorf                                                                            | Purkersdorf                       | Sankt Pölten-Land      |      |                                                                  |
| 319681   | Volksschule                                                                                             | Tullnerbach                                                                            | Tullnerbach                       | Sankt Pölten-Land      |      |                                                                  |
| 320021   | Volksschule                                                                                             | Gaming                                                                                 | Gaming                            | Scheibbs               |      |                                                                  |
| 320031   | Volksschule                                                                                             | Göstling an der Ybbs                                                                   | Göstling an der Ybbs              | Scheibbs               |      |                                                                  |
| 320041   | Volksschule                                                                                             | Gresten                                                                                | Gresten                           | Scheibbs               |      |                                                                  |
| 320081   | Volksschule                                                                                             | Lunz am See                                                                            | Lunz am See                       | Scheibbs               |      |                                                                  |
| 320121   | Volksschule                                                                                             | Oberndorf an der Melk                                                                  | Oberndorf an der Melk             | Scheibbs               |      |                                                                  |
| 320131   | Volksschule                                                                                             | Puchenstuben                                                                           | Puchenstuben                      | Scheibbs               |      |                                                                  |
| 320141   | Volksschule                                                                                             | Purgstall an der Erlauf                                                                | Purgstall an der Erlauf           | Scheibbs               |      |                                                                  |
| 320151   | Volksschule                                                                                             | Randegg                                                                                | Randegg                           | Scheibbs               |      |                                                                  |
| 320161   | Volksschule Adelheid von Reinsberg                                                                      | Reinsberg                                                                              | Reinsberg                         | Scheibbs               |      |                                                                  |
| 320181   | Volksschule                                                                                             | Sankt Anton an der Jeßnitz                                                             | St. Anton an der Jeßnitz          | Scheibbs               |      |                                                                  |
| 320191   | Volksschule                                                                                             | Sankt Georgen an der Leys                                                              | St. Georgen an der Leys           | Scheibbs               |      |                                                                  |
| 320201   | Volksschule                                                                                             | Scheibbs                                                                               | Scheibbs                          | Scheibbs               |      |                                                                  |
| 320211   | Volksschule                                                                                             | Steinakirchen am Forst                                                                 | Steinakirchen am Forst            | Scheibbs               |      |                                                                  |
| 320231   | Volksschule                                                                                             | Wang                                                                                   | Wang                              | Scheibbs               |      |                                                                  |
| 320241   | Volksschule                                                                                             | Wieselburg                                                                             | Wieselburg                        | Scheibbs               |      |                                                                  |
| 321011   | Volksschule                                                                                             | Absdorf                                                                                | Absdorf                           | Tulln                  |      |                                                                  |
| 321033   | Allgemeine Sonderschule                                                                                 | Tulln an der Donau                                                                     | Tulln an der Donau                | Tulln                  |      |                                                                  |
| 321053   | Allgemeine Sonderschule                                                                                 | Klosterneuburg                                                                         | Klosterneuburg                    | Tulln                  |      |                                                                  |
| 321061   | Volksschule                                                                                             | Fels am Wagram                                                                         | Fels am Wagram                    | Tulln                  |      |                                                                  |
| 321091   | Volksschule                                                                                             | Grafenwörth                                                                            | Grafenwörth                       | Tulln                  |      |                                                                  |
| 321121   | Volksschule                                                                                             | Großweikersdorf                                                                        | Großweikersdorf                   | Tulln                  |      |                                                                  |
| 321131   | Volksschule                                                                                             | Atzenbrugg                                                                             | Heiligeneich                      | Tulln                  |      |                                                                  |
| 321151   | Volksschule                                                                                             | Judenau-Baumgarten                                                                     | Baumgarten am Tullnerfeld         | Tulln                  |      |                                                                  |
| 321161   | Volksschule                                                                                             | Kirchberg am Wagram                                                                    | Kirchberg am Wagram               | Tulln                  |      |                                                                  |
| 321181   | Volksschule                                                                                             | Königsbrunn am Wagram                                                                  | Königsbrunn am Wagram             | Tulln                  |      |                                                                  |
| 321191   | Volksschule                                                                                             | Königstetten                                                                           | Königstetten                      | Tulln                  |      |                                                                  |
| 321201   | Volksschule                                                                                             | Tulln an der Donau                                                                     | Langenlebarn                      | Tulln                  |      |                                                                  |
| 321211   | Volksschule                                                                                             | Langenrohr                                                                             | Langenrohr                        | Tulln                  |      |                                                                  |
| 321221   | Volksschule                                                                                             | Michelhausen                                                                           | Michelhausen                      | Tulln                  |      |                                                                  |
| 321271   | Volksschule                                                                                             | Sitzenberg-Reidling                                                                    | Reidling                          | Tulln                  |      |                                                                  |
| 321281   | Volksschule                                                                                             | Sankt Andrä-Wördern                                                                    | St. Andrä vor dem Hagenthale      | Tulln                  |      |                                                                  |
| 321291   | Volksschule Sieghartskirchen                                                                            | Sieghartskirchen                                                                       | Sieghartskirchen                  | Tulln                  |      | mehrfach ausgezeichnet                                           |
| 321301   | Volksschule                                                                                             | Tulbing                                                                                | Tulbing                           | Tulln                  |      |                                                                  |
| 321311   | Volksschule I                                                                                           | Tulln                                                                                  | Tulln                             | Tulln                  |      |                                                                  |
| 321321   | Volksschule                                                                                             | Würmla                                                                                 | Würmla                            | Tulln                  |      |                                                                  |
| 321331   | Volksschule Zeiselmauer-Muckendorf                                                                      | Zeiselmauer-Muckendorf                                                                 | Zeiselmauer                       | Tulln                  |      |                                                                  |
| 321341   | Volksschule                                                                                             | Zwentendorf an der Donau                                                               | Zwentendorf an der Donau          | Tulln                  |      |                                                                  |
| 321351   | Volksschule II                                                                                          | Tulln an der Donau                                                                     | Tulln an der Donau                | Tulln                  |      |                                                                  |
| 321381   | Privatschule „Montessori Dorfschule MuWi“                                                               | Verein „Montessori Dorfschule MuWi“                                                    | Muckendorf an der Donau           | Tulln                  |      |                                                                  |
| 321391   | Volksschule                                                                                             | Klosterneuburg                                                                         | Klosterneuburg                    | Tulln                  |      |                                                                  |
| 321401   | Volksschule                                                                                             | Klosterneuburg                                                                         | Klosterneuburg                    | Tulln                  |      |                                                                  |
| 321411   | Volksschule                                                                                             | Klosterneuburg                                                                         | Klosterneuburg                    | Tulln                  |      |                                                                  |
| 321421   | Volksschule Klosterneuburg Hermannstraße, Schule im Zentrum                                             | Klosterneuburg                                                                         | Klosterneuburg                    | Tulln                  |      |                                                                  |
| 321431   | Volksschule                                                                                             | Klosterneuburg                                                                         | Kritzendorf                       | Tulln                  |      |                                                                  |
| 321441   | Volksschule                                                                                             | Klosterneuburg                                                                         | Weidling                          | Tulln                  |      |                                                                  |
| 321451   | Volksschule des Schulverbund SSND Österreich/Schulschwestern Notre Dame                                 | Schulverbund SSND Österreich/Schulschwestern Notre Dame                                | Kritzendorf                       | Tulln                  |      |                                                                  |
| 321481   | Privatschule „Alte Schule – Neue Wege Greifenstein“                                                     | Verein „Alte Schule – Neue Wege Greifenstein“                                          | Greifenstein                      | Tulln                  |      |                                                                  |
| 322011   | Volksschule                                                                                             | Ludweis-Aigen                                                                          | Aigen                             | Waidhofen an der Thaya |      |                                                                  |
| 322041   | Volksschule                                                                                             | Dietmanns                                                                              | Dietmanns                         | Waidhofen an der Thaya |      |                                                                  |
| 322051   | Volksschule                                                                                             | Dobersberg                                                                             | Dobersberg                        | Waidhofen an der Thaya |      |                                                                  |
| 322081   | Volksschule                                                                                             | Gastern                                                                                | Gastern                           | Waidhofen an der Thaya |      |                                                                  |
| 322101   | Volksschule                                                                                             | Groß-Siegharts                                                                         | Groß-Siegharts                    | Waidhofen an der Thaya |      |                                                                  |
| 322141   | Volksschule                                                                                             | Karlstein an der Thaya                                                                 | Karlstein an der Thaya            | Waidhofen an der Thaya |      |                                                                  |
| 322151   | Volksschule                                                                                             | Kautzen                                                                                | Kautzen                           | Waidhofen an der Thaya |      |                                                                  |
| 322181   | Volksschule                                                                                             | Pfaffenschlag bei Waidhofen an der Thaya                                               | Pfaffenschlag                     | Waidhofen an der Thaya |      |                                                                  |
| 322201   | Volksschule                                                                                             | Raabs an der Thaya                                                                     | Raabs an der Thaya                | Waidhofen an der Thaya |      |                                                                  |
| 322211   | Volksschule                                                                                             | Thaya                                                                                  | Thaya                             | Waidhofen an der Thaya |      |                                                                  |
| 322221   | Volksschule                                                                                             | Vitis                                                                                  | Vitis                             | Waidhofen an der Thaya |      |                                                                  |
| 322231   | Volksschule                                                                                             | Waidhofen an der Thaya                                                                 | Waidhofen an der Thaya            | Waidhofen an der Thaya |      |                                                                  |
| 322241   | Volksschule                                                                                             | Waldkirchen an der Thaya                                                               | Waldkirchen an der Thaya          | Waidhofen an der Thaya |      |                                                                  |
| 322261   | Volksschule                                                                                             | Windigsteig                                                                            | Windigsteig                       | Waidhofen an der Thaya |      |                                                                  |
| 323021   | Volksschule                                                                                             | Bad Fischau-Brunn                                                                      | Bad Fischau                       | Wr. Neustadt-Land      |      |                                                                  |
| 323031   | Volksschule                                                                                             | Bad Schönau                                                                            | Bad Schönau                       | Wr. Neustadt-Land      |      |                                                                  |
| 323041   | Volksschule                                                                                             | Bromberg                                                                               | Bromberg                          | Wr. Neustadt-Land      |      |                                                                  |
| 323051   | Volksschule                                                                                             | Ebenfurth                                                                              | Ebenfurth                         | Wr. Neustadt-Land      |      |                                                                  |
| 323061   | Volksschule                                                                                             | Eggendorf                                                                              | Untereggendorf                    | Wr. Neustadt-Land      |      |                                                                  |
| 323071   | Volksschule                                                                                             | Bad Erlach                                                                             | Bad Erlach                        | Wr. Neustadt-Land      |      |                                                                  |
| 323081   | Volksschule                                                                                             | Felixdorf                                                                              | Felixdorf                         | Wr. Neustadt-Land      |      |                                                                  |
| 323111   | Volksschule                                                                                             | Gutenstein                                                                             | Gutenstein                        | Wr. Neustadt-Land      |      |                                                                  |
| 323131   | Volksschule                                                                                             | Hochwolkersdorf                                                                        | Hochwolkersdorf                   | Wr. Neustadt-Land      |      |                                                                  |
| 323141   | Volksschule                                                                                             | Hollenthon                                                                             | Hollenthon                        | Wr. Neustadt-Land      |      |                                                                  |
| 323151   | Volksschule                                                                                             | Katzelsdorf                                                                            | Katzelsdorf                       | Wr. Neustadt-Land      |      |                                                                  |
| 323161   | Volksschule                                                                                             | Kirchschlag in der Buckligen Welt                                                      | Kirchschlag in der Buckligen Welt | Wr. Neustadt-Land      |      |                                                                  |
| 323171   | Volksschule                                                                                             | Krumbach                                                                               | Krumbach                          | Wr. Neustadt-Land      |      |                                                                  |
| 323181   | Volksschule                                                                                             | Lanzenkirchen                                                                          | Lanzenkirchen                     | Wr. Neustadt-Land      |      |                                                                  |
| 323201   | Volksschule Lichtenegg                                                                                  | Lichtenegg                                                                             | Lichtenegg                        | Wr. Neustadt-Land      |      |                                                                  |
| 323211   | Volksschule                                                                                             | Lichtenwörth                                                                           | Lichtenwörth                      | Wr. Neustadt-Land      |      |                                                                  |
| 323231   | Volksschule Hochneukirchen-Gschaidt                                                                     | Hochneukirchen                                                                         | Hochneukirchen                    | Wr. Neustadt-Land      |      |                                                                  |
| 323241   | Volksschule                                                                                             | Markt Piesting                                                                         | Markt Piesting                    | Wr. Neustadt-Land      |      |                                                                  |
| 323251   | Volksschule                                                                                             | Matzendorf-Hölles                                                                      | Matzendorf                        | Wr. Neustadt-Land      |      |                                                                  |
| 323281   | Volksschule                                                                                             | Pernitz                                                                                | Pernitz                           | Wr. Neustadt-Land      |      |                                                                  |
| 323301   | Volksschule                                                                                             | Rohr im Gebirge                                                                        | Rohr im Gebirge                   | Wr. Neustadt-Land      |      |                                                                  |
| 323321   | Volksschule                                                                                             | Schwarzenbach                                                                          | Schwarzenbach                     | Wr. Neustadt-Land      |      |                                                                  |
| 323341   | Volksschule                                                                                             | Sollenau                                                                               | Sollenau                          | Wr. Neustadt-Land      |      |                                                                  |
| 323361   | Volksschule                                                                                             | Wöllersdorf-Steinabrückl                                                               | Steinabrückl                      | Wr. Neustadt-Land      |      |                                                                  |
| 323371   | Volksschule                                                                                             | Hohe Wand                                                                              | Stollhof                          | Wr. Neustadt-Land      |      |                                                                  |
| 323381   | Volksschule                                                                                             | Theresienfeld                                                                          | Theresienfeld                     | Wr. Neustadt-Land      |      |                                                                  |
| 323411   | Volksschule                                                                                             | Waldegg                                                                                | Waldegg                           | Wr. Neustadt-Land      |      |                                                                  |
| 323421   | Volksschule                                                                                             | Walpersbach                                                                            | Walpersbach                       | Wr. Neustadt-Land      |      |                                                                  |
| 323431   | Volksschule Weikersdorf am Steinfelde                                                                   | Weikersdorf am Steinfelde                                                              | Weikersdorf am Steinfelde         | Wr. Neustadt-Land      |      |                                                                  |
| 323441   | Volksschule                                                                                             | Wiesmath                                                                               | Wiesmath                          | Wr. Neustadt-Land      |      |                                                                  |
| 323451   | Volksschule                                                                                             | Winzendorf-Muthmannsdorf                                                               | Winzendorf                        | Wr. Neustadt-Land      |      |                                                                  |
| 323461   | Volksschule                                                                                             | Wöllersdorf-Steinabrückl                                                               | Wöllersdorf                       | Wr. Neustadt-Land      |      |                                                                  |
| 323481   | Volksschule                                                                                             | Zillingdorf                                                                            | Zillingdorf                       | Wr. Neustadt-Land      |      |                                                                  |
| 323491   | Volksschule des Instituts Sankta Christiana                                                             | Schulverein Institut Sancta Christiana                                                 | Frohsdorf                         | Wr. Neustadt-Land      |      |                                                                  |
| 325011   | Volksschule                                                                                             | Allentsteig                                                                            | Allentsteig                       | Zwettl                 |      |                                                                  |
| 325021   | Volksschule                                                                                             | Altmelon                                                                               | Altmelon                          | Zwettl                 |      |                                                                  |
| 325023   | Allgemeine Sonderschule                                                                                 | Zwettl                                                                                 | Zwettl                            | Zwettl                 |      |                                                                  |
| 325031   | Volksschule                                                                                             | Pölla                                                                                  | Altpölla                          | Zwettl                 |      |                                                                  |
| 325041   | Volksschule                                                                                             | Arbesbach                                                                              | Arbesbach                         | Zwettl                 |      |                                                                  |
| 325043   | Allgemeine Sonderschule                                                                                 | Ottenschlag                                                                            | Ottenschlag                       | Zwettl                 |      |                                                                  |
| 325051   | Volksschule                                                                                             | Bärnkopf                                                                               | Bärnkopf                          | Zwettl                 |      |                                                                  |
| 325071   | Volksschule                                                                                             | Echsenbach                                                                             | Echsenbach                        | Zwettl                 |      |                                                                  |
| 325081   | Volksschule                                                                                             | Groß Gerungs                                                                           | Etzen                             | Zwettl                 |      |                                                                  |
| 325101   | Volksschule                                                                                             | Zwettl                                                                                 | Friedersbach                      | Zwettl                 |      |                                                                  |
| 325111   | Volksschule                                                                                             | Göpfritz an der Wild                                                                   | Göpfritz an der Wild              | Zwettl                 |      |                                                                  |
| 325121   | Volksschule                                                                                             | Grafenschlag                                                                           | Grafenschlag                      | Zwettl                 |      |                                                                  |
| 325151   | Volksschule                                                                                             | Groß Gerungs                                                                           | Groß Gerungs                      | Zwettl                 |      |                                                                  |
| 325161   | Volksschule                                                                                             | Zwettl                                                                                 | Großglobnitz                      | Zwettl                 |      |                                                                  |
| 325171   | Volksschule                                                                                             | Großgöttfritz                                                                          | Großgöttfritz                     | Zwettl                 |      |                                                                  |
| 325201   | Volksschule                                                                                             | Gutenbrunn                                                                             | Gutenbrunn                        | Zwettl                 |      |                                                                  |
| 325221   | Volksschule                                                                                             | Zwettl                                                                                 | Jahrings                          | Zwettl                 |      |                                                                  |
| 325261   | Volksschule Schulverband Leitung: 325381                                                                | Kirchschlag                                                                            | Kirchschlag                       | Zwettl                 |      |                                                                  |
| 325281   | Volksschule                                                                                             | Kottes-Purk                                                                            | Kottes                            | Zwettl                 |      |                                                                  |
| 325291   | Volksschule                                                                                             | Langschlag                                                                             | Langschlag                        | Zwettl                 |      |                                                                  |
| 325311   | Volksschule „Zwettl“                                                                                    | Zwettl                                                                                 | Marbach am Walde                  | Zwettl                 |      | Der Name bezieht sich auf den Fluss Zwettl                       |
| 325321   | Volksschule                                                                                             | Martinsberg                                                                            | Martinsberg                       | Zwettl                 |      |                                                                  |
| 325381   | Volksschule Schulverband mit 325261                                                                     | Ottenschlag                                                                            | Ottenschlag                       | Zwettl                 |      |                                                                  |
| 325421   | Volksschule                                                                                             | Rappottenstein                                                                         | Rappottenstein                    | Zwettl                 |      |                                                                  |
| 325431   | Volksschule                                                                                             | Zwettl                                                                                 | Rieggers                          | Zwettl                 |      |                                                                  |
| 325451   | Volksschule                                                                                             | Sallingberg                                                                            | Sallingberg                       | Zwettl                 |      |                                                                  |
| 325481   | Volksschule                                                                                             | Schönbach                                                                              | Schönbach                         | Zwettl                 |      |                                                                  |
| 325491   | Volksschule                                                                                             | Schwarzenau                                                                            | Schwarzenau                       | Zwettl                 |      |                                                                  |
| 325501   | Volksschule                                                                                             | Schweiggers                                                                            | Schweiggers                       | Zwettl                 |      |                                                                  |
| 325551   | Volksschule                                                                                             | Bad Traunstein                                                                         | Bad Traunstein                    | Zwettl                 |      |                                                                  |
| 325561   | Volksschule                                                                                             | Waldhausen                                                                             | Waldhausen                        | Zwettl                 |      |                                                                  |
| 325591   | Volksschule                                                                                             | Zwettl                                                                                 | Zwettl                            | Zwettl                 |      |                                                                  |
| 325601   | Volksschule des Trägervereins der Werke der Kongregation der Schulschwestern vom III. OSF von Amstetten | Trägerverein der Werke der Kongregation der Schulschwestern vom III. OSF von Amstetten | Zwettl                            | Zwettl                 |      |                                                                  |

## Quelle
- Schulensuche auf Schulen online, abgerufen am 18. August 2020